# 今夜くらべてみました
『今夜くらべてみました』（こんやくらべてみました）は、日本テレビ系列で2012年7月24日から2022年3月16日まで放送されていたトークバラエティ番組である。略称は「今くら」（こんくら）。番組ロゴはデーヴァナーガリー風のフォントで「konkurabe」の表記がある。

## 概要
ある共通点を持つ3組のゲストを呼び、司会の4人（2016年11月8日 - 9日放送分までは、3人）とのトークやVTRを交えながらの笑いやツッコミの中、あらゆる角度から徹底比較する。後藤輝基、徳井義実、SHELLYの3人は同じ時間帯で放送されていた『芸能★BANG+』から引き続き出演している。
当初は23:58 - 翌0:53に放送されていたが2013年10月1日から放送時間を1分遅らせ、23:59 - 翌0:54に変更となった。
2014年1月21日（22日未明）放送分は司会の1人であるSHELLYが結婚を発表したことを受け、緊急生放送スペシャルとして放送された。
2016年2月2日（3日未明）放送分をもってSHELLYが産休のために休演し、翌週の2月9日（10日未明）放送分から指原莉乃（当時HKT48）が2人目の女性MCに就任した。
同年3月より地上波では絶対に放送できない内容に限りhulu限定版として制作し、hulu限定で配信されることが決定した。
2016年11月15日（16日未明）放送分からSHELLYがMCに復帰することが11月8日（9日未明）放送分の番組次週予告、ナレーションにて発表された。指原もMCとして引き続き出演する。これにより、MCは4人体制となった。
2017年1月31日（2月1日未明）放送分にて、同年4月19日より火曜21時台へ枠移動する『ザ!世界仰天ニュース』の後番組として水曜21:00 - 21:54枠への枠移動が発表され、ゴールデンタイム進出となった。2017年4月4日から『プラチナイト』火曜版は『ウチのガヤがすみません!』が放送されるが、後藤のみ同枠では引き続き出演することとなった。
なお、枠移動の際に、深夜時代のネット局31局のうち、制作局の日本テレビを含む28局はゴールデンタイム進出後も同時ネットを継続するうえ、遅れネットだった中京テレビは同時ネットに復帰した一方、同時ネットだったテレビ宮崎はネットが打ち切られたが、琉球放送はゴールデンタイム進出後も遅れネットを継続していた。なお、2021年7月22日に日本テレビ系列は『有働由美子の東京五輪開幕SP』を22:00 - 23:59（この日の『news zero』は休止）に放送したが、テレビ宮崎はネットしなかった為、23:00 - 23:59に当番組を放送した。
2017年7月19日放送分より、新コーナー「話題子ちゃん呼んでみました」が開始された。また、変食女子のコーナーも放送されていた。
2018年以降の元日は、それまでの『新春しゃべくり007』に代わる元日特番として13:00 - 15:50 の枠で放送されている。2018年に関して全編生放送で行われたが、2019年と2020年は事前収録体制に変更された。
2019年10月、徳井が自身の不祥事による活動自粛に伴い、当番組においても出演見合わせを発表。ただし、番組ホームページのホーム写真、番組名、徳井出演分のHulu配信については変更がない。
徳井不在収録初回より、後藤・SHELLY・指原と週替わりアシスタント（カモンヌさん）の4人体制となる。
2020年4月22日放送分より新型コロナウイルス予防対策として無観客で行われ、ゲストの間に一定の間隔を空けた状態で収録が行われた。
2020年5月13日放送分の『3時間スペシャル』では、後藤が日本テレビのスタジオ、指原は所属事務所の太田プロダクション、SHELLYは自宅からそれぞれリモートで出演。また、当日のカモンヌさんである柴田英嗣（アンタッチャブル）もリモートで出演した。
2020年5月20日放送分ではスタジオでの収録が再開したが、出演者同士に一定の間隔を開けた上でアクリル製の衝立を設置した状態で行われた。また、SHELLYは子育て中のため自宅からリモートで出演していたが、6月10日放送分よりスタジオに復帰している。
2020年10月14日放送分より、不祥事により出演を休止していた徳井が復帰。番組オープニングで後藤・指原・SHELLYと共に登場し、自身の不祥事に対して謝罪を行った。復帰後第1回目はカモンヌアシスタントとしてカモンヌさんと共に進行、翌週以降はMCとして進行に復帰した。なお、徳井の代替役であったカモンヌさんの起用はこの放送分が最後となった。

### シリーズの終焉
末期である2021年3月から、進行方法がこれまでのボードによるものに代わり大型モニターを使用した進行へと移行された。
2021年12月25日付けのサンケイスポーツの記事を通じて、当番組が2022年春の改編で終了を予定していることが明らかになった。上記の報道に対して、日本テレビと当番組は正式なアナウンスやコメントを出していなかったが、3月9日の放送分で来週の16日が最終回であることが当番組から発表され、同日で番組終了。9年9ヶ月の放送に幕を閉じた。

### 正式タイトルの変遷
- 2012年7月24日 - 2016年2月2日『徳井と後藤と麗しのSHELLYが今夜くらべてみました』（とくいとごとうとうるわしのシェリーがこんやくらべてみました）
- 2016年2月9日 - 2016年11月8日、2018年1月1日 - 2018年6月27日『徳井と後藤と芳しの指原が今夜くらべてみました』（とくいとごとうとかぐわしのさしはらがこんやくらべてみました）[注 5][6]。
- 2016年11月15日 - 2017年12月20日、2018年7月11日 - 2022年3月16日『徳井と後藤と麗しのSHELLYと芳しの指原が今夜くらべてみました』（とくいとごとうとうるわしのシェリーとかぐわしのさしはらがこんやくらべてみました）[注 5][6]

## 出演者

### MC
- 徳井義実（チュートリアル）- 番組開始から出演。進行役を務める。2019年10月に自身の不祥事による活動自粛で出演見合わせを発表。これに伴い、2019年10月30日から11月13日放送分（計3回）では徳井が極力映らないよう編集され、進行部分はナレーションで代行[7]、以降の放送では代理の進行役カモンヌさん（後述）を起用。2020年2月に活動を再開したが、引き続き出演は見合わせていた。同年10月14日放送分で番組に復帰[4][注 6]、復帰初回はカモンヌアシスタントとしてカモンヌさんと共に進行を行い、以降は正式に進行役として復帰した。
- 後藤輝基（フットボールアワー）- 番組放送開始から出演。2021年現在、『行列のできる相談所』[注 7] でもMCを務めている[注 8]。
- SHELLY - 番組放送開始から出演。産休のため、2016年2月2日の放送分をもって休演。3月1日放送分にて電話出演。その後、事実上の卒業状態にあったが、2016年11月8日の放送分ではトークテーマ「トリオTHE気にしいな女」のゲストの一人として約1年ぶりに出演した。（他の出演者は、フリーアナウンサーの田中みな実、超ネガティブモデルの長井短）ちなみに、意識高い系気にしい女子としてだった。また、この回の番組最後の次週予告、ナレーションにて11月15日放送分からの新MCとして復帰することも発表された。2017年12月20日放送分において、2回目の産休に入ることが発表された。翌年1月1日の新春特番には、終盤に電話出演した。2018年7月11日放送分にてMCに復帰した。2019年11月20日放送分の番組後半で離婚を報告した[注 9]。
- 指原莉乃 - 2016年2月9日放送分からSHELLYの代役として出演し、SHELLYの産休に伴い、2人目の女性MCとなった。SHELLY復帰後もMCは続投している。MCになる以前にも、数回ゲスト出演していた。2020年8月26日放送分では、体調不良により大事を取り番組を欠席した（同日はネット向けのライブ配信企画に参加）。

### カモンヌさん
2019年11月20日放送分から2020年10月14日放送分まで、出演休止中の徳井に代わる形で週替わりアシスタント（後に進行役）として出演を開始。徳井が行ってきたゲストやボードの呼び込みやボードのめくりなどの進行を務めた。
カモンヌさんの正体は当初、番組開始まで分からない状態となっていたが、2020年に入ると番組出演者欄にカモンヌさんの枠が常設されるなど事前に発表されるようになった。また、出演者も収録開始までカモンヌさんの正体は知らされていない状態で始まっていた。登場方法は、番組冒頭に後藤が『カモンヌさん　カモ〜ンヌ!』と呼び込み、番組ゲストと同様にセット後方のステージから登場する。但し、7月15日放送分以降はセット裏 からの登場となった。
2020年10月14日放送分で徳井がカモンヌアシスタントとして復帰、当回のみカモンヌさんとの2人体制で行われた。以降は、徳井進行役に復帰したため、カモンヌさんの出演は終了した。

#### カモンヌさん出演者一覧
| 2019年                             | 2019年                         | 2019年                                                       | 2019年 | 2019年 | 2019年 | 2019年 |
| 放送日                             | カモンヌさん                   | 備考                                                         |        |        |        |        |
| ---------------------------------- | ------------------------------ | ------------------------------------------------------------ | ------ | ------ | ------ | ------ |
| 11月20日                           | 今田耕司                       | [ 8 ]                                                        |        |        |        |        |
| （特番等で放送なし）               |                                |                                                              |        |        |        |        |
| 12月18日                           | 東野幸治                       | 1周回って知らない話&今夜くらべてみました 強い女が集結3時間SP |        |        |        |        |
| （クリスマス・年末年始は放送なし） |                                |                                                              |        |        |        |        |
| 2020年                             |                                |                                                              |        |        |        |        |
| 放送日                             | カモンヌさん                   | 備考                                                         |        |        |        |        |
| 1月8日                             | 江戸川コナン                   | 2020年も元気なあの人とコラボしまくり3時間SP                  |        |        |        |        |
| 1月8日                             | ふなっしー                     | 2020年も元気なあの人とコラボしまくり3時間SP                  |        |        |        |        |
| 1月8日                             | 博多華丸（博多華丸・大吉）     | 2020年も元気なあの人とコラボしまくり3時間SP                  |        |        |        |        |
| （1月15日は放送なし）              |                                |                                                              |        |        |        |        |
| 1月22日                            | ROLAND                         | [ 注 26 ]                                                    |        |        |        |        |
| 1月29日                            | 柴田英嗣（アンタッチャブル）   | [ 注 28 ]                                                    |        |        |        |        |
| （2月5日は放送なし）               |                                |                                                              |        |        |        |        |
| 2月12日                            | 霜降り明星                     | 今くらに高嶋ちさ子が襲来2時間SP                              |        |        |        |        |
| 2月19日                            | ROLAND                         | [ 注 33 ]                                                    |        |        |        |        |
| 2月26日                            | 武田真治                       | [ 注 34 ]                                                    |        |        |        |        |
| 3月4日                             | ミルクボーイ                   | [ 注 35 ]                                                    |        |        |        |        |
| 3月11日                            | 劇団ひとり                     | [ 注 36 ]                                                    |        |        |        |        |
| 3月18日                            | 及川光博                       | 2時間スペシャル                                              |        |        |        |        |
| （3月25日・4月1日は放送なし）      |                                |                                                              |        |        |        |        |
| 4月8日                             | 今田耕司                       | 2時間スペシャル                                              |        |        |        |        |
| （4月15日は放送なし）              |                                |                                                              |        |        |        |        |
| 4月22日                            | 吉村崇（平成ノブシコブシ）     | [ 注 41 ]                                                    |        |        |        |        |
| （4月29日は放送なし）              |                                |                                                              |        |        |        |        |
| 5月6日                             | ウエンツ瑛士                   |                                                              |        |        |        |        |
| 5月13日                            | 柴田英嗣（アンタッチャブル）   | 3時間スペシャル                                              |        |        |        |        |
| 5月20日                            | （出演なし）                   | [ 注 44 ]                                                    |        |        |        |        |
| （5月27日は放送なし）              |                                |                                                              |        |        |        |        |
| 6月3日                             | （出演なし）                   | [ 注 44 ]                                                    |        |        |        |        |
| 6月10日                            | （出演なし）                   |                                                              |        |        |        |        |
| 6月17日                            | （出演なし）                   |                                                              |        |        |        |        |
| 6月24日                            | （出演なし）                   | [ 注 45 ]                                                    |        |        |        |        |
| 7月1日                             | （出演なし）                   |                                                              |        |        |        |        |
| （7月8日は放送なし）               |                                |                                                              |        |        |        |        |
| 7月15日                            | 田村淳（ロンドンブーツ1号2号） | 2時間スペシャル                                              |        |        |        |        |
| 7月15日                            | 藤森慎吾（オリエンタルラジオ） | 2時間スペシャル                                              |        |        |        |        |
| （7月22日は放送なし）              |                                |                                                              |        |        |        |        |
| 7月29日                            | DAIGO                          |                                                              |        |        |        |        |
| 8月5日                             | 川島明（麒麟）                 |                                                              |        |        |        |        |
| 8月12日                            | 増田貴久（NEWS）               | [ 注 49 ]                                                    |        |        |        |        |
| 8月19日                            | 小池徹平                       |                                                              |        |        |        |        |
| 8月26日                            | 吉村崇（平成ノブシコブシ）     | [ 注 52 ]                                                    |        |        |        |        |
| 9月2日                             | （不在）                       | [ 注 53 ]                                                    |        |        |        |        |
| 9月9日                             | 藤井隆                         | 2時間スペシャル                                              |        |        |        |        |
| 9月9日                             | 陣内智則                       | 2時間スペシャル                                              |        |        |        |        |
| （9月16日は放送なし）              |                                |                                                              |        |        |        |        |
| 9月23日                            | 飯尾和樹（ずん）               | [ 注 56 ]                                                    |        |        |        |        |
| （9月30日・10月7日は放送なし）     |                                |                                                              |        |        |        |        |
| 10月14日                           | 今田耕司                       | 2時間スペシャル                                              |        |        |        |        |

## 放送リスト

### 「プラチナイト」 時代
| 2012年（平成24年） | 2012年（平成24年） | 2012年（平成24年）                             | 2012年（平成24年） | 2012年（平成24年） |
| 回                 | 放送日             | テーマ                                         | ゲスト |                    |
| ------------------ | ------------------ | ---------------------------------------------- | --- | ------------------ |
| 1                  | 7月24日            | モテキな3人 さき心地No.1食材は何?              | 若林正恭（オードリー）、DaiGo、鬼龍院翔（ゴールデンボンバー） 加賀美セイラ |                    |
| 2                  | 7月31日            | どっぷり厄年女                                 | 大島美幸（森三中）、新山千春、小野恵令奈 |                    |
| 3                  | 8月14日            | 一人暮らし歴足して60年女                       | いとうあさこ、森口博子、LiLiCo |                    |
| 4                  | 8月21日            | 団体旅行好き                                   | 千原ジュニア（千原兄弟）、NESMITH（EXILE）、筆岡裕子 |                    |
| 5                  | 8月28日            | 自分磨き大好き                                 | 水道橋博士（浅草キッド）、道端アンジェリカ、藤本敏史（FUJIWARA） |                    |
| 6                  | 9月4日             | ちょうど40歳                                   | 土田晃之、貴乃花親方、はるな愛 |                    |
| 7                  | 9月11日            | 夜の宴大好き                                   | バービー（フォーリンラブ）、太田光代、仁科仁美 |                    |
| 8                  | 9月18日            | 新宿大好き                                     | 吉村崇（平成ノブシコブシ）、クリス松村、神戸蘭子 |                    |
| 9                  | 10月9日            | 異星人 連れておしゃれに見えるペットは?         | 栗原類、アニマル浜口、嗣永桃子（当時Berryz工房） Ami（当時E-Girls） |                    |
| 10                 | 10月16日           | 芸人3世代とことんくらべてみましたスペシャル    | ニッチェ、向井慧（パンサー）、門出ピーチクパーチク、紺野ぶるま、鈴川絢子（F2）、 下村達也（オレンジサンセット）、宇田川晃希（シーランド）、丹佳夫、ハリセンボン、 平成ノブシコブシ、COWCOW、田中卓志（アンガールズ）、バイきんぐ、千鳥、いとうあさこ、 東貴博、土田晃之、飯尾和樹（ずん）、出川哲朗、ノッチ（デンジャラス）、X-GUN、有村架純 |                    |
| 11                 | 10月23日           | 芸人3世代とことんくらべてみましたスペシャル    | ニッチェ、向井慧（パンサー）、門出ピーチクパーチク、紺野ぶるま、鈴川絢子（F2）、 下村達也（オレンジサンセット）、宇田川晃希（シーランド）、丹佳夫、ハリセンボン、 平成ノブシコブシ、COWCOW、田中卓志（アンガールズ）、バイきんぐ、千鳥、いとうあさこ、 東貴博、土田晃之、飯尾和樹（ずん）、出川哲朗、ノッチ（デンジャラス）、X-GUN、有村架純 |                    |
| 11                 | 10月23日           | ダンスセンスでMC3人をくらべてみました          | 松村北斗（ジャニーズJr.）、京本大我（ジャニーズJr.） |                    |
| 12                 | 10月30日           | ぽっちゃり女子 連れておしゃれに見えるペットは? | 伊藤修子、山村紅葉、渡辺直美 Ami（当時E-Girls） |                    |
| 13                 | 11月6日            | ぶっとび30代女                                 | 佐藤仁美、SILVA、はいだしょうこ |                    |
| 14                 | 11月13日           | 強い女                                         | hitomi、小島慶子、友利新 |                    |
| 15                 | 11月20日           | ハーフ&クオーター美女                          | 加賀美セイラ、ダレノガレ明美、アリス、清春（黒夢） |                    |
| 16                 | 11月27日           | 一人暮らし歴足して40年女                       | 天童よしみ、友近、NANA（MAX） |                    |
| 17                 | 12月4日            | クリスマス予定なし女                           | 大林素子、さとう珠緒、紫吹淳 |                    |
| 18                 | 12月11日           | おしゃれ女                                     | 鈴木奈々、バネッサ、藤井リナ |                    |

| 2013年（平成25年） | 2013年（平成25年） | 2013年（平成25年）                                      | 2013年（平成25年）                                   | 2013年（平成25年） |
| 回                 | 放送日             | テーマ                                                  | ゲスト                                               |                    |
| ------------------ | ------------------ | ------------------------------------------------------- | ---------------------------------------------------- | ------------------ |
| 19                 | 1月8日             | せっかち女                                              | 高嶋ちさ子、青木さやか、小森純                       |                    |
| 20                 | 1月15日            | メガネ女子                                              | 唐橋ユミ、近藤春菜（ハリセンボン）、平野レミ         |                    |
| 21                 | 1月22日            | あー言えばこー言う女                                    | MEGUMI、YOU、清水ミチコ                              |                    |
| 22                 | 1月29日            | ぎんさんの娘四姉妹                                      | 矢野年子、津田千多代、佐野百合子、蟹江美根代         |                    |
| 23                 | 2月5日             | モーニング娘。                                          | 新垣里沙、道重さゆみ（当時モーニング娘。）、矢口真里 |                    |
| 24                 | 2月19日            | 天然どさんこ女                                          | 芹那、菊地亜美（当時アイドリング!!!）、藤崎奈々子    |                    |
| 25                 | 2月26日            | 干物女                                                  | 浅尾美和、岩崎リズ、黒沢かずこ（森三中）             |                    |
| 26                 | 3月5日             | ぶっちゃけ女                                            | 小島慶子、西川史子、SILVA                            |                    |
| 27                 | 3月12日            | マイペース女                                            | 水沢アリー、森泉、山口もえ                           |                    |
| 28                 | 3月19日            | 曲げられない女                                          | 釈由美子、花田美恵子、益若つばさ                     |                    |
| 29                 | 4月9日             | 延長戦                                                  | （下記参照）                                         |                    |
| 30                 | 4月16日            | 泣き虫女                                                | 福田彩乃、森口博子、友利新                           |                    |
| 31                 | 4月23日            | 止まらない女                                            | キンタロー。、大久保佳代子（オアシズ）、デヴィ夫人   |                    |
| 32                 | 4月30日            | 実は家庭的な女                                          | いとうあさこ、吉川ひなの、大竹七未                   |                    |
| 33                 | 5月7日             | 強い女                                                  | 安達祐実、マギー、森崎友紀                           |                    |
| 34                 | 5月14日            | ややこしい女                                            | 釈由美子、黒田知永子、ダレノガレ明美                 |                    |
| 35                 | 5月21日            | マニアックな女                                          | 指原莉乃（当時HKT48）、福田萌、渡辺直美              |                    |
| 36                 | 5月28日            | 自分流女                                                | 黒沢かずこ（森三中）、SHIHO、佐藤仁美                |                    |
| 37                 | 6月4日             | パパ大好き                                              | 眞鍋かをり、東尾理子、友近                           |                    |
| 38                 | 6月11日            | ほぼ1周年記念SP                                         |                                                      |                    |
| 39                 | 6月18日            | 手強い女                                                | 小島慶子、南野陽子、ミッツ・マングローブ             |                    |
| 40                 | 6月25日            | さっぱりキッパリ女                                      | 秋元梢、高嶋ちさ子、DJ KAORI                         |                    |
| 41                 | 7月2日             | なんとか結婚できた女                                    | 大島美幸（森三中）、大堀恵、保田圭                   |                    |
| 42                 | 7月9日             | 脱皮女                                                  | 青田典子、篠原ともえ、ホラン千秋                     |                    |
| 43                 | 7月16日            | 全力女                                                  | 川栄李奈（当時AKB48）、高橋真麻、北斗晶              |                    |
| 44                 | 7月23日            | デカい女                                                | LiLiCo、菜々緒、アンミカ                             |                    |
| 45                 | 7月30日            | 今年が勝負女                                            | 中村アン、峯岸みなみ（AKB48）、江上敬子（ニッチェ）  |                    |
| 46                 | 8月6日             | 男前女                                                  | 佐藤江梨子、加賀美セイラ、たんぽぽ                   |                    |
| 47                 | 8月13日            | こう見えて彼氏なし女                                    | 阿佐ヶ谷姉妹、今井華、押切もえ                       |                    |
| 48                 | 8月20日            | 肝っ玉女                                                | 千秋、美奈子、やしろ優                               |                    |
| 49                 | 8月27日            | 旬な女が大集合!「プロファイリングコーナー」スペシャル   | 大久保佳代子（オアシズ）、鈴木奈々、スザンヌ         |                    |
| 50                 | 9月3日             | NGなし女                                                | 杉田かおる、森下悠里、光上せあら                     |                    |
| 51                 | 9月10日            | 女子な男                                                | 杉浦太陽、又吉直樹（ピース）、向井慧（パンサー）     |                    |
| 52                 | 9月17日            | 面倒くさい女                                            | misono、野呂佳代、市川紗椰                           |                    |
| 53                 | 9月24日            | 名場面集                                                |                                                      |                    |
| 54                 | 10月1日            | 今年ニュースな女 「プロファイリングコーナー」スペシャル | 北斗晶、板野友美、水沢アリー                         |                    |
| 55                 | 10月8日            | トリオ・ザ・ワガママ美人姉妹SP                          | 鳥居みゆき、IKKO、古澤未来                           |                    |
| 56                 | 10月29日           | 東京にドキドキしちゃう女                                | 蔵下穂波、指原莉乃（当時HKT48）、なるみ              |                    |
| 57                 | 11月5日            | 家じまん芸能人プロファイリングスペシャル                | 中澤裕子、吉澤ひとみ、優木まおみ                     |                    |
| 58                 | 11月12日           | 私生活が謎だらけの女                                    | 生駒里奈（当時乃木坂46）、三倉茉奈、IVAN             |                    |
| 59                 | 11月19日           | 京女                                                    | 横山由依（AKB48）、安田美沙子、赤井沙希              |                    |
| 60                 | 11月26日           | 超豪邸じまんプロファイリングスペシャル                  | 大家志津香（AKB48）、LiLiCo、松本なつ子              |                    |
| 61                 | 12月3日            | 噂のフリー女子アナ                                      | 森麻季、高橋真麻、亀井京子                           |                    |
| 62                 | 12月10日           | 森三中VSウワサの美人フリーアナウンサートリオ            | 伊藤綾子、玉木碧、中田有紀、森三中                   |                    |
| 63                 | 12月17日           | ワガママ美女9人                                         | （下記参照）                                         |                    |

| 2014年（平成26年） | 2014年（平成26年） | 2014年（平成26年） | 2014年（平成26年） | 2014年（平成26年） |
| 回                 | 放送日             | テーマ | ゲスト |                    |
| ------------------ | ------------------ | --- | --- | ------------------ |
| 64                 | 1月7日             | プロファイリングSP | 丸岡いずみ、菊地亜美（当時アイドリング!!!）、矢野未希子                                                                 |                    |
| 65                 | 1月14日            | 女子な男子 | 小木博明（おぎやはぎ）、中村昌也、千葉雄大                                                                              |                    |
| 66                 | 1月21日            | SHELLY電撃結婚!緊急生放送 「彼氏がいないとか言いながら勝手にこっそり結婚したので、 こっちこそ勝手に色々バラしちゃうぞスペシャル!」 | いとうあさこ、江上敬子（ニッチェ）、LiLiCo、鈴木奈々、misono                                                            |                    |
| 67                 | 1月28日            | 世間ちょいズレた女 | 中川翔子、福田沙紀、武田梨奈                                                                                            |                    |
| 68                 | 2月4日             | プロファイリングSP | IMALU、鈴木奈々、RIKACO                                                                                                 |                    |
| 69                 | 2月11日            | misonoの妹分B型女子会VS港区から出ない女子会                                                                                        | misono、菊地亜美（当時アイドリング!!!）、谷澤恵里香、 友利新、さがゆりこ、石田エレーヌ（日本テレビアナウンサー）        |                    |
| 70                 | 2月25日            | GJK（グラビア女子会） | 森下悠里、小林恵美、橋本マナミ                                                                                          |                    |
| 71                 | 3月4日             | 女子アナやめちゃったトリオ | 亀井京子、政井マヤ、宮瀬茉祐子                                                                                          |                    |
| 72                 | 3月11日            | わがまま女たち「爆笑トーク」大放出                                                                                                 | |                    |
| 73                 | 3月18日            | 群れない女 | 石川梨華、大渕愛子、吉野紗香                                                                                            |                    |
| 74                 | 3月25日            | ソロな女 | 鈴木紗理奈、一青窈、hitomi                                                                                              |                    |
| 75                 | 4月15日            | マジメすぎる女 | 佐藤藍子、高嶋ちさ子、高橋真麻                                                                                          |                    |
| 76                 | 4月22日            | まっすぐな女 | 華原朋美、河北麻友子、本上まなみ                                                                                        |                    |
| 77                 | 4月29日            | ワガママ女子大集合・言いたい放題大暴露                                                                                             | （下記参照） |                    |
| 78                 | 5月6日             | プロファイリングSP | 小島瑠璃子、美波、みかん                                                                                                |                    |
| 79                 | 5月13日            | おでかけプロファイリング!自宅でくらべてみました                                                                                    | 森下悠里、野呂佳代、犬山紙子                                                                                            |                    |
| 80                 | 5月20日            | 90'S | 知念里奈、鈴木蘭々、遠山景織子                                                                                          |                    |
| 81                 | 5月27日            | 今年が勝負男 2014年下半期 | アレクサンダー、三浦涼介、進藤学、真剣佑、宮城大樹、アントニー（マテンロウ）                                            |                    |
| 82                 | 6月3日             | 悩める女 | 市井紗耶香、芹那、志村理佳、渡部建（アンジャッシュ）                                                                    |                    |
| 83                 | 6月10日            | 怪しい連載を持つ女たち | 榮倉奈々、高梨臨、中村ゆり、能町みね子、市川紗椰、エルメス                                                              |                    |
| 84                 | 6月17日            | ストレートな女 | 木下優樹菜、高岡早紀、友近                                                                                              |                    |
| 85                 | 6月24日            | 出張プロファイリング 怪しい女の部屋くらべ                                                                                          | 杉原杏璃、柳ゆり菜、鈴木あや、今田耕司                                                                                  |                    |
| 86                 | 7月1日             | 高学歴な独身女に密着 | 佐々木希、村田美夏、村井美樹、酒井千佳                                                                                  |                    |
| 87                 | 7月8日             | 90'S | 八反安未果、安西ひろこ、tohko                                                                                           |                    |
| 88                 | 7月15日            | 怪しい女の密着くらべ 追っかける女                                                                                                  | 大渕愛子、丸岡いずみ、ピンクおばさん、神室舞衣                                                                          |                    |
| 89                 | 7月22日            | 何かにのめりこみすぎな女 | 住吉美紀、宮地真緒、ACHOU                                                                                               |                    |
| 90                 | 7月29日            | 出張プロファイリング 怪しい女の部屋くらべ                                                                                          | おおたわ史絵、西本はるか、宮城舞                                                                                        |                    |
| 91                 | 8月5日             | 怪しい女の密着くらべ うっすら稼いでる女たち                                                                                        | 木南晴夏、高畑充希、マダム由美子、峰なゆか、大原かおり                                                                  |                    |
| 92                 | 8月12日            | 90'S | 持田真樹、武内由紀子、吉田里深                                                                                          |                    |
| 93                 | 8月19日            | 2000年ごろ袋とじ的な事になっていた女                                                                                               | 時東ぁみ、矢吹春奈、小林恵美                                                                                            |                    |
| 94                 | 8月26日            | 悩める日テレ女子アナ | 徳島えりか、杉野真実、久野静香                                                                                          |                    |
| 95                 | 9月2日             | 怪しい女の密着くらべ 怪しい独身お嬢様                                                                                              | 松井愛莉、中村里砂、水野雅美、LUNA                                                                                      |                    |
| 96                 | 9月9日             | 悩める女VSいちいち細かい渡部プロSP 第2弾                                                                                           | 渡部建（アンジャッシュ） 【悩める女】水野裕子、森下千里、河西智美                                                       |                    |
| 97                 | 9月16日            | 元モーニング娘。 | 安倍なつみ、吉澤ひとみ、辻希美                                                                                          |                    |
| 98                 | 9月23日            | お出かけ家くらべSP | 橋本マナミ、石岡真衣、宮河マヤ                                                                                          |                    |
| 99                 | 9月30日            | 渡部Pが今だからくらべたい女 | 【キャスティング担当】渡部建（アンジャッシュ） いとうあさこ、村田美夏、ハイパーヨーヨ、歩りえこ、OSAKA翔GANGS、日向琴子 |                    |
| 100                | 10月21日           | 鈴木奈々がくらべたい女 | 【キャスティング担当】鈴木奈々 益若つばさ、青木英李、あやなん、寿るい、アマンダ、寺口智香                               |                    |
| 101                | 10月28日           | 漏れ漏れくらべ | 安達祐実 |                    |
| 102                | 11月4日            | トリオTHEアメリカンガール | 渡辺直美、浅田舞、ソニン                                                                                                |                    |
| 103                | 11月11日           | ある意味衝撃の事件簿ベスト30 | 飯田圭織、保田圭、辻希美                                                                                                |                    |
| 104                | 11月18日           | 悩める女 | 友近、熊田曜子、宮崎宣子、増田有華                                                                                      |                    |
| 105                | 11月25日           | 誤解される女 | 小林麻耶、西川史子、坂口杏里                                                                                            |                    |
| 106                | 12月2日            | 普通の男じゃ近づけない女たち | 古閑美保、神楽坂恵、青木愛                                                                                              |                    |
| 107                | 12月9日            | 真面目じゃない女 | 遠藤久美子、YOU、吉田沙保里                                                                                             |                    |
| 108                | 12月16日           | 悩める女VSいちいち細かい渡部プロSP 第3弾                                                                                           | 渡部建（アンジャッシュ） 【悩める女】脊山麻理子、谷村奈南、おのののか                                                   |                    |

| 2015年（平成27年） | 2015年（平成27年） | 2015年（平成27年）                                           | 2015年（平成27年） | 2015年（平成27年） |
| 回                 | 放送日             | テーマ                                                       | ゲスト |                    |
| ------------------ | ------------------ | ------------------------------------------------------------ | --- | ------------------ |
| 109                | 1月6日             | 今年どうするか気になる女達                                   | 西山茉希、鈴木亜美、三倉茉奈 |                    |
| 110                | 1月13日            | さらけ出す女                                                 | 浅田舞、田中雅美、宝来麻紀子 |                    |
| 111                | 1月20日            | ギラギラしてない男                                           | 前田敦子、染谷将太、博多華丸（博多華丸・大吉）、又吉直樹（ピース）、前園真聖                                                                                  |                    |
| 112                | 1月27日            | 高嶋ちさ子とせっかちな女たち                                 | 新垣里沙、高嶋ちさ子、高橋みゆき |                    |
| 113                | 2月3日             | バカまじめ                                                   | 高橋真麻、前田亜季、遼河はるひ |                    |
| 114                | 2月10日            | マギーと日本エレキテル連合                                   | マギー、日本エレキテル連合 |                    |
| 115                | 2月17日            | 青学出身女                                                   | 田中みな実、ホラン千秋、新井恵理那 |                    |
| 116                | 2月24日            | 指原莉乃が今、気になっている女                               | 【キャスティング担当】指原莉乃（当時HKT48） 西野未姫（当時AKB48）、柴田淳、本日は晴天なり、矢吹奈子（HKT48）、大関れいか、THE石原                             |                    |
| 117                | 3月3日             | 男が緊張するちょっと怖〜い女たち!                            | 中野信子、板野友美、MALIA |                    |
| 118                | 3月10日            | NGなし女                                                     | 馬場園梓（アジアン）、祥子、鈴木奈々 |                    |
| 119                | 3月17日            | ギラギラしてない男                                           | 喜矢武豊（ゴールデンボンバー）、DAIGO、はまやねん（8.6秒バズーカー）、筧美和子                                                                                |                    |
| 120                | 3月24日            | 釈由美子と不思議な女たち 第116回放送分未公開シーン蔵出し企画 | 釈由美子、柴田淳、藤田ニコル |                    |
| 121                | 3月31日            | 悩める女 VS 渡部プロ 第4弾                                   | 渡部建（アンジャッシュ）、山里亮太（南海キャンディーズ） 【悩める女】菊地亜美、手島優、若林史江                                                               |                    |
| 122                | 4月14日            | 我慢できない女                                               | マギー、山本彩（当時NMB48）、丸岡いずみ |                    |
| 123                | 4月28日            | 木下優樹菜が今、気になっている女                             | 【キャスティング担当】木下優樹菜 砂糖るき、鎌田安里紗、桂ぽんぽ娘、オードリー&ケイト、小杉まりも、佐藤大樹（クマムシ）                                        |                    |
| 124                | 5月5日             | 女子な男たち                                                 | 藤森慎吾（オリエンタルラジオ）、ピスタチオ、山田親太朗、シシド・カフカ、篠原ゆき子                                                                            |                    |
| 125                | 5月12日            | 渡辺直美が今、気になっている女                               | 【キャスティング担当】渡辺直美 稲木ジョージ、高月彩良、ダコタ・ローズ、江口のりこ、まんしゅうきつこ                                                           |                    |
| 126                | 5月19日            | この春、卒業した女                                           | スザンヌ、夏菜、山田菜々 |                    |
| 127                | 5月26日            | 黒沢かずこが今、気になっている女                             | 【キャスティング担当】黒沢かずこ（森三中） BaeK、おかずクラブ、迫文代、とくこ、ナダル（コロコロチキチキペッパーズ）、明山直未                                 |                    |
| 128                | 6月2日             | 志田未来と女子な男                                           | 志田未来、井上裕介（NON STYLE）、歌広場淳（ゴールデンボンバー）、こんどうようぢ、齊藤夢愛、青山あみ                                                           |                    |
| 129                | 6月9日             | 集団行動ニガテ女                                             | 島崎遥香（当時AKB48）、古閑美保、バービー（フォーリンラブ）                                                                                                   |                    |
| 130                | 6月16日            | 山里亮太が今、気になっている美女                             | 【キャスティング担当】山里亮太（南海キャンディーズ） 秋本帆華（チームしゃちほこ）、髙橋ひかる、岡田萌枝（すごい論）、高橋美佳子、飯豊まりえ、岩倉美里（蛙亭） |                    |
| 131                | 6月23日            | 鈴木砂羽とギラギラしてない男                                 | 鈴木砂羽、浅香航大、小池徹平、小沢一敬（スピードワゴン） |                    |
| 132                | 6月30日            | 悩めるセント・フォースな女                                   | 神田愛花、皆藤愛子、川田裕美 |                    |
| 133                | 7月7日             | 峯岸みなみが今、気になっている女                             | 【キャスティング担当】峯岸みなみ（AKB48） 茅野しのぶ、椎木里佳、山﨑ケイ（相席スタート）、ルウト、岡本玲、須藤凜々花（当時NMB48）                             |                    |
| 134                | 7月14日            | イイ感じの女                                                 | トリンドル玲奈、篠田麻里子、真野恵里菜 |                    |
| 135                | 7月21日            | 女子校育ちの女                                               | 大渕愛子、高橋真麻、たかまつなな |                    |
| 136                | 7月28日            | 高嶋ちさ子と黙ってられない女                                 | 高嶋ちさ子、ホラン千秋、三田麻央（NMB48） |                    |
| 137                | 8月4日             | ニューキャマー                                               | GENKING、タブレット純、ゆしん |                    |
| 138                | 8月11日            | 水原希子と夏なのにお外が嫌いな男                             | 水原希子、本郷奏多、又吉直樹（ピース）、羽鳥慎一 |                    |
| 139                | 8月18日            | YOUと夜行性な男                                              | YOU、加藤諒、忍成修吾、綾部祐二（ピース） |                    |
| 140                | 8月25日            | やっぱり猫が好きな男たち                                     | 大島優子、大倉孝二、田中要次、栗原類、益子卓郎（U字工事） |                    |
| 141                | 9月1日             | きゃりーぱみゅぱみゅが今、気になっている人                   | 【キャスティング担当】きゃりーぱみゅぱみゅ 笹野鈴々音、理姫（アカシック）、野﨑くん、アレン、石川綾子、清竜人                                                 |                    |
| 142                | 9月8日             | 女子校育ちのお嬢様                                           | 亀井京子、髙田万由子、やしろ優 |                    |
| 143                | 9月15日            | NO MUSIC NO LIFEな女                                         | 渡辺直美、持田香織（Every Little Thing）、クリス松村 |                    |
| 144                | 9月29日            | 相武紗季と完璧主義な男たち                                   | 相武紗季、DaiGo、西川貴教、川島明（麒麟） |                    |
| 145                | 10月13日           | ネットでポチポチ買いまくる女達                               | 麻木久仁子、神田愛花、佐藤かよ |                    |
| 146                | 10月20日           | 日テレ男性アナウンサー                                       | 鈴木梨央、桝太一、辻岡義堂、山本紘之 |                    |
| 147                | 10月27日           | 道端3姉妹                                                    | 道端カレン、道端ジェシカ、道端アンジェリカ |                    |
| 148                | 11月3日            | 外食まみれな女                                               | 渡辺直美、高橋真麻、馬場典子 |                    |
| 149                | 11月10日           | NO MUSIC NO LIFEな女                                         | いとうあさこ、PUFFY、ミッツ・マングローブ |                    |
| 150                | 11月17日           | ソフトボール部の女                                           | 本郷奏多、虻川美穂子（北陽）、ダレノガレ明美、SHEILA |                    |
| 151                | 11月24日           | NO TRAVEL NO LIFEな女                                        | 大和悠河、田中みな実、ホラン千秋 |                    |
| 152                | 12月1日            | セントフォースな女 第2弾                                     | 小林麻耶、杉崎美香、高見侑里 |                    |
| 153                | 12月8日            | 少女マンガから色々学んだ女                                   | 若槻千夏、若林史江、中村涼子 |                    |
| 154                | 12月15日           | 今、バラエティーをにぎわす女たち大検証SP!                    | 新井恵理那、曽田麻衣子、寺田ちひろ |                    |

| 2016年（平成28年） | 2016年（平成28年） | 2016年（平成28年）                                              | 2016年（平成28年）                                                         | 2016年（平成28年） |
| 回                 | 放送日             | テーマ                                                          | ゲスト                                                                     |                    |
| ------------------ | ------------------ | --------------------------------------------------------------- | -------------------------------------------------------------------------- | ------------------ |
| 156                | 1月5日             | ネットでポチポチする女                                          | 菅田将暉、渡辺直美、麻木久仁子、坂木萌子                                   |                    |
| 157                | 1月26日            | 中目黒で飲む女                                                  | 椿鬼奴、押切もえ、スミス楓                                                 |                    |
| 158                | 2月2日             | オネエとつるむ女                                                | ゆしん、MEGUMI、舟山久美子                                                 |                    |
| 159                | 2月9日             | 有名人プロファイリングSP!                                       | 安田顕（TEAM NACS）                                                        |                    |
| 160                | 2月16日            | ペットを飼い始めた女たち                                        | 藤田ニコル、大久保佳代子（オアシズ）、知英                                 |                    |
| 161                | 2月23日            | トリオTHE爆買い                                                 | 黒沢かずこ(森三中)、雛形あきこ、SHOUTA                                     |                    |
| 162                | 3月1日             | THE沖縄NOLIFE                                                   | 羽田美智子、千原ジュニア(千原兄弟)、尾崎紗代子                             |                    |
| 163                | 3月8日             | トリオTHE女子校育ちの女第3弾                                    | はいだしょうこ、田中みな実、馬場園梓(アジアン)                             |                    |
| 164                | 3月15日            | 又吉直樹とNOファッションNoLIFEな男                              | ピース、VERBAL(m-flo)、加藤諒                                              |                    |
| 165                | 3月29日            | セレブ大学生SHOUTAの自宅に潜入とトリオTHENOSWEETSNOLIFEな男     | 阿部力、前園真聖、りゅうちぇる、SHOUTA                                     |                    |
| 166                | 4月5日             | 悩める女VSイチイチ細かい渡部プロ第5弾                           | 渡部建(アンジャッシュ) 【悩める女】春香クリスティーン、大和悠河、矢部美穂  |                    |
| 167                | 4月19日            | トリオTHEリバウンドしてきた女                                   | 渡辺直美、高橋真麻、ぺえ                                                   |                    |
| 168                | 4月26日            | 海外旅行大好き                                                  | 伊藤英明、REINA、神田愛花、ヨシダナギ                                      |                    |
| 169                | 5月3日             | 教えて徳井先生トリオTHEペットで悩む女たち                       | 亀井京子、鈴木砂羽、道端アンジェリカ                                       |                    |
| 170                | 5月10日            | きゃりーとトリオTHE本物にこだわる女                             | きゃりーぱみゅぱみゅ、上田まりえ、田丸麻紀、斎藤アリス                     |                    |
| 171                | 5月17日            | トリオTHE寝付けない女                                           | ホラン千秋、熊谷真実、平沼ファナ                                           |                    |
| 172                | 5月24日            | 世田谷生まれの斎藤工VSトリオTHE上京してきた女                   | 斎藤工、宮崎宣子、DJ KAORI、朝比奈彩                                       |                    |
| 173                | 5月31日            | トリオTHE独身29歳の女たち                                       | エリーローズ、田中みな実、BoA                                              |                    |
| 174                | 6月7日             | トリオTHEいったん就職した女                                     | 大久保佳代子(オアシズ)、金田朋子、大桃美代子、オカリナ(おかずクラブ)、MOYA |                    |
| 175                | 6月14日            | トリオTHE外国人が好きな女                                       | 渡辺直美、窪咲子、バービー(フォーリンラブ)                                 |                    |
| 176                | 6月21日            | トリオTHE三世代のセントフォース                                 | 岡副麻希、勝恵子、神田愛花                                                 |                    |
| 177                | 6月28日            | ゴールデンスペシャル延長戦                                      |                                                                            |                    |
| 178                | 7月5日             | トリオTHE高嶋ちさ子と負けず嫌いな女                             | 川田裕美、高嶋ちさ子、田中れいな                                           |                    |
| 179                | 7月12日            | トリオTHE夜寝付けない第2弾                                      | 渡辺麻友(当時AKB48)、西川史子、上田まりえ                                  |                    |
| 180                | 7月19日            | トリオTHEバレーボール部の女                                     | 高橋みゆき、平井理央、平野ノラ                                             |                    |
| 181                | 7月26日            | トリオTHE帰国子女                                               | 木佐彩子、田中みな実、佐藤マクニッシュ怜子                                 |                    |
| 182                | 8月2日             | トリオTHE海の深みにハマる女                                     | 鈴木亜美、田中律子、高橋真麻                                               |                    |
| 183                | 8月9日             | もう一度見たい！衝撃キャラのアノ写真SP                          | オダギリジョー                                                             |                    |
| 184                | 8月16日            | トリオTHE表紙を飾る女                                           | 神木隆之介、ゆいP(おかずクラブ)、桜井日奈子、滝沢カレン                    |                    |
| 185                | 8月23日            | トリオTHEリバウンドしてきた女 （2016年4月19日放送分の再編集版） | 渡辺直美、高橋真麻、ぺえ                                                   |                    |
| 186                | 9月6日             | トリオTHEスケジュール黒っ黒けな女                               | はるな愛、岡副麻希、田中麻衣                                               |                    |
| 187                | 9月13日            | トリオTHE友達ほぼゼロ女                                         | 柴田淳、石川梨華、水野裕子                                                 |                    |
| 188                | 9月27日            | 嫌いな物が多い先輩女優たち                                      | 成海璃子、水野美紀、佐藤仁美、MEGUMI                                       |                    |
| 189                | 10月4日            | トリオTHEバイリンガルな女たち                                   | 紅蘭、SILVA、西田ひかる 【見届け人】大久保佳代子(オアシズ)                 |                    |
| 190                | 10月11日           | トリオTHE本厄な女たち                                           | 橋本マナミ、村主章枝、美馬怜子                                             |                    |
| 191                | 10月18日           | トリオTHE女子校育ちのお嬢様                                     | 神田愛花、八木沼純子、柴田阿弥                                             |                    |
| 192                | 10月25日           | トリオTHE京都にしがみつく女                                     | 馬場典子、櫻井淳子、平沼ファナ                                             |                    |
| 193                | 11月1日            | トリオTHE女っぽさゼロ女                                         | 小栗旬、青山テルマ、木下優樹菜、黒沢かずこ(森三中)                         |                    |
| 194                | 11月8日            | トリオTHE気にしいな女                                           | SHELLY、田中みな実、長井短                                                 |                    |
| 195                | 11月15日           | トリオTHE No Friends No Lifeな女                                | 沢村一樹、渡辺直美、田中美奈子、大石絵理                                   |                    |
| 196                | 11月22日           | トリオTHE普通にお酒が飲めない女                                 | 高橋由美子、中村江里子、ゆしん                                             |                    |
| 197                | 11月29日           | トリオTHEいいね!を押せない女                                    | 横澤夏子、岡本玲、伊藤ゆみ （ICONIQ)                                       |                    |
| 198                | 12月6日            | トリオTHEカートパンパン女                                       | ホラン千秋、釈由美子､瑛茉ジャスミン                                        |                    |
| 199                | 12月13日           | MC4人が選ぶもう一度見たいあの名シーンでくらべてみましたSP       |                                                                            |                    |
| 200                | 12月27日           | トリオTHE女子高育ちの女&悩める女VS渡部プロ第6弾                 | 王理恵、八木亜希子、眞木美咲パメラ、渡部建(アンジャッシュ)                 |                    |

| 2017年（平成29年） | 2017年（平成29年） | 2017年（平成29年）                                        | 2017年（平成29年）                                                       | 2017年（平成29年） |
| 回                 | 放送日             | テーマ                                                    | ゲスト                                                                   |                    |
| ------------------ | ------------------ | --------------------------------------------------------- | ------------------------------------------------------------------------ | ------------------ |
| 201                | 1月10日            | ゴールデンスペシャル延長戦                                | 柏原芳恵、小柳ゆき、新妻聖子                                             |                    |
| 202                | 1月17日            | トリオTHEペットで悩む女たち                               | 浅田舞、白石美帆、滝沢カレン                                             |                    |
| 203                | 1月31日            | トリオTHE闇ってる現役女子高生                             | 井上咲楽、岡田結実、ちゃんみな 【見届け人】いとうあさこ                  |                    |
| 204                | 2月7日             | トリオTHEMC指原と同い年の女                               | 八木かなえ、コムアイ (水曜日のカンパネラ)、ぺえ                          |                    |
| 205                | 2月14日            | トリオTHE東京に慣れない女                                 | 川口春奈、渚(尼神インター)、関取花、ブルゾンちえみ                       |                    |
| 206                | 2月21日            | トリオTHE一人暮らしじゃない女                             | 大久保佳代子、浜口京子、宮島咲良                                         |                    |
| 207                | 2月28日            | トリオTHE絵を描く女                                       | 平野ノラ、押切もえ、BaeK                                                 |                    |
| 208                | 3月7日             | トリオTHEスマホに闇を吐き出す女                           | 宮崎宣子、橋本マナミ、小林恵美、ブルゾンちえみ                           |                    |
| 209                | 3月14日            | トリオTHEアナログな女                                     | 大和田美帆、早見あかり、森麻季、ANZEN漫才 【スペシャルゲスト】野村周平   |                    |
| 210                | 3月28日            | 深夜レギュラーは見納め!5年分の闇トーク一挙見せ!           | ヒロミ、水沢アリー                                                       |                    |
| 211                | 4月18日            | ゴールデン前夜祭 今くら警察24時 イラッとする女を一斉検挙! | 山崎ケイ (相席スタート)、千秋、いつか (Charisma.com)、横澤夏子 (VTR出演) |                    |

### 水曜21時時代
| 2017年（平成29年） | 2017年（平成29年） | 2017年（平成29年） | 2017年（平成29年） | 2017年（平成29年） |
| 回                 | 放送日             | テーマ | ゲスト |                    |
| ------------------ | ------------------ | --- | --- | ------------------ |
| 212                | 4月19日            | ゴールデン初回2時間SP（19:56 - 21:54）「トリオTHE華麗なる日テレ女子アナ」 「トリオTHEクセ強めバイリンガルな女」                                                          | 井田由美、水卜麻美、尾崎里紗 森星、高田万由子、小春 (チャラン・ポ・ランタン)、もりせいじゅ |                    |
| 213                | 4月26日            | トリオTHE寝付けない女 | 渡辺直美、かたせ梨乃、長井短、ハーヴィー瑛美、フースーヤ |                    |
| 214                | 5月3日             | トリオTHE飲まずにはいられない女 | 大原櫻子、関取花、広田レオナ |                    |
| 215                | 5月10日            | 「トリオTHE独特なしつけで育った女」 「トリオTHE悩める女VS渡部プロSP!」                                                                                                   | 坂本美雨、菊川怜、まひる (ガンバレルーヤ)、早坂ひらら 渡部建、ゆりやんレトリィバァ、優木まおみ、葉加瀬マイ |                    |
| 216                | 5月17日            | トリオTHE日テレの報道を支える女 | 小栗泉、陣内貴美子、小正裕佳子、木原実、そらジロー |                    |
| 217                | 5月24日            | トリオTHE体育会系だった女 | 松本薫、土屋太鳳、久保遥(ぼたもちハイビスカス)、福内櫻子 |                    |
| 218                | 5月31日            | トリオTHE誤解されやすい女 | 小倉優子、高嶋ちさ子、ダレノガレ明美 |                    |
| 219                | 6月7日             | トリオTHE周りをヒヤヒヤさせる女 | 池田美優 (みちょぱ)、華原朋美、波乃久里子、木内あきら |                    |
| 220                | 6月14日            | トリオTHE鬼マジメな女 悩める女VS渡部プロSP! | 横澤夏子、本田望結、中村玉緒 渡部建、ゆりやんレトリィバァ、優木まおみ、葉加瀬マイ |                    |
| 221                | 7月5日             | 浜崎あゆみ自宅初公開&初イケメントリオSP (21:00 - 22:54) 「トリオTHE私生活が謎の女」 「トリオTHE1人になりたい男」                                                         | 平野ノラ、浜崎あゆみ、友近、斎藤司(トレンディエンジェル)、みやぞん(ANZEN漫才) 内田篤人、錦戸亮 (当時関ジャニ∞)、又吉直樹 (ピース)、中島美嘉 (VTR出演) |                    |
| 222                | 7月19日            | トリオTHE日本からハミ出した女 | ブルゾンちえみ、村上佳菜子、中村江里子、加藤誉子、アルトゥール・ガチンスキー (中継出演)、 【話題子ちゃん呼んでみました】阿部桃子、阿部祐二 |                    |
| 223                | 7月26日            | トリオTHEヒロミより自由気ままに生きる女 | 【その日MC】ヒロミ RIKAKO、夏菜、タテジマヨーコ、菅原小春、 【話題子ちゃん呼んでみました】ナタリー・エモンズ |                    |
| 224                | 8月9日             | トリオTHE何かとボヤく女 悩める女VS渡部プロSP! | 若槻千夏、飯島直子、emma、橋本ルル 渡部建、ソンミ、森下悠里、丸山桂里奈 |                    |
| 225                | 8月16日            | 悩める女VS渡部プロSP! トリオTHEサッぱりキッぱりな女 | 渡部建、ソンミ、森下悠里、丸山桂里奈 江口のりこ、広瀬すず、安藤なつ(メイプル超合金)、Matt、アンジェラ芽衣 |                    |
| 226                | 8月23日            | トリオTHE女子並みに可愛らしい男 | Matt、櫻井翔 (嵐)、野口健 |                    |
| 227                | 8月30日            | トリオTHE怒ったら怖そうな女 悩める女VS渡部プロSP! | 青山テルマ、貫地谷しほり、AYA、桝太一 (日本テレビアナウンサー) 渡部建、ソンミ、森下悠里、ゆきぽよ |                    |
| 228                | 9月6日             | トリオTHE完璧主義な女と男一人 | すみれ、高島礼子、チャン・グンソク |                    |
| 229                | 9月13日            | トリオTHE自分を追い込む女 | ギャル曽根、奥菜恵、藤田ニコル、ブルゾンちえみ、村上佳菜子、中村江里子 |                    |
| 230                | 9月27日            | ブルゾンちえみwith全国の女子アナ新庄も来日2時間SP (21:00 - 22:54)「トリオTHEブルゾンちえみよりキャリアウーマンな日テレ系アナウンサー」 「トリオTHE日本からハミ出した男」 | 【見届け人ゲスト】ブルゾンちえみ With B 佐野祐子 (中京テレビアナウンサー)、諸國沙代子 (読売テレビアナウンサー)、馬場ももこ (当時テレビ金沢アナウンサー)豊田順子、後呂有紗、佐藤梨那 (以上日本テレビアナウンサー)、高橋真麻、恩田千佐子、松原朋美、市野瀬瞳、稲村沙綾 (以上中京テレビアナウンサー VTR出演)、佐野幸穂 (テレビ金沢アナウンサー)、ハードキャッスル エリザベス (山梨放送アナウンサー)、猪股南 (青森放送アナウンサー) マリウス葉 (Sexy Zone)、新庄剛志、出川哲朗 |                    |
| 231                | 10月4日            | トリオTHE37歳 | 佐藤仁美、広末涼子、又吉直樹 (ピース)、ふかわりょう、ゆってぃ |                    |
| 232                | 10月18日           | トリオTHE苦手なものが多い男 | 賀来賢人、山﨑賢人、ムロツヨシ、滝沢カレン (VTR出演)、十文字幻斎、福田雄一 |                    |
| 233                | 10月25日           | トリオTHEMattより美意識が高い女 | Matt、誠子 (尼神インター)、平子理沙、鈴木ゆま、福士誠治 |                    |
| 234                | 11月1日            | トリオTHE東野幸治よりのびのび生きてる女 | 【ゲストMC】東野幸治 高橋真麻、田畑智子、土屋怜菜 (れいぽよ)、福田彩乃 (VTR出演) |                    |
| 235                | 11月8日            | トリオTHE成り上がった女 | 池田美優 (みちょぱ）、梨花、みやぞん (ANZEN漫才)、ゲッターズ飯田、森恵 |                    |
| 236                | 11月15日           | トリオTHEにゃんこスターより型破りな日テレ系アナウンサー | 【スペシャルゲスト】にゃんこスター (スーパー3助、アンゴラ村長) 伊東幸子 (青森放送アナウンサー)、内田有紗 (テレビ信州アナウンサー)、馬場ももこ (テレビ金沢アナウンサー)、大家彩香、小笠原舞子、大慈弥レイ、内山佳子、小山悠里 (以上札幌テレビアナウンサー VTR出演)、宮本麗美 (テレビ岩手アナウンサー)、杉岡沙絵子 (静岡第一テレビアナウンサー)、島川未有 (四国放送アナウンサー)                                                                                             |                    |
| 237                | 11月29日           | トリオTHE止まらない女 | 最上もが、松岡茉優、亀井京子 |                    |
| 238                | 12月20日           | 高嶋ちさ子が本音爆発&桐谷美玲は崩壊絶叫SP (21:00 - 22:54) 「トリオTHE高嶋ちさ子世代の音楽女子たち」 「トリオTHE2017年忙しかった人たち」                                  | 【SPゲスト】高嶋ちさ子 姿月あさと、岡本真夜、松岡みやび、Rinka、マリアセレン、山崎千裕、竹田麻里絵、コシノジュンコ (VTR出演)、渡邉麻衣 (VTR出演)、中村理恵、(VTR出演)、林瑞穂 (VTR出演)、秋葉彩恵 (VTR出演)、町田奈津実 (VTR出演) 桐谷美玲、田中みな実、秋山竜次 (ロバート)、玖瑠実 |                    |

| 2018年（平成30年） | 2018年（平成30年） | 2018年（平成30年） | 2018年（平成30年） | 2018年（平成30年） |
| 回                 | 放送日             | テーマ | ゲスト |                    |
| ------------------ | ------------------ | --- | --- | ------------------ |
| 239                | 1月10日            | 渡辺直美VS媚びない日米女優&堤真一緊急参戦SP (19:56 - 21:54) 「トリオTHE媚びない女」 「トリオTHE人見知りな女と男一人」                                                                | 渡辺直美、秋吉久美子、シャーロット・ケイト・フォックス、藤田ニコル(VTR出演)、堤真一 (VTR出演) 小林聡美、広瀬すず、阿部サダヲ、千鳥、多屋来夢 |                    |
| 240                | 1月17日            | トリオTHEサンドウィッチマンとサンドウィッチマンが好きな女 トリオTHE人見知りな女と男一人延長戦                                                                                        | サンドウィッチマン (富澤たけし、伊達みきお)、八木亜希子 小林聡美、広瀬すず、阿部サダヲ、牧野ステテコ |                    |
| 241                | 1月24日            | トリオTHE梅沢富美男VSマイペースに生きる女 | 梅沢富美男、滝沢カレン、内山理名、平原綾香 |                    |
| 242                | 1月31日            | トリオTHE山あり谷あり女 | 小倉優子、小柳ルミ子、中島健人 (Sexy Zone)、高橋由美子 (VTR出演) |                    |
| 243                | 2月14日            | トリオTHE何かとポチポチする女 | 中村仁美、十朱幸代、山里亮太 (南海キャンディーズ)、山村紅葉 (VTR出演) |                    |
| 244                | 2月28日            | トリオTHE一茂と一茂坊ちゃまが面倒くさい男と女 | 中村江里子、長嶋一茂、羽鳥慎一 |                    |
| 245                | 3月7日             | トリオTHE姉御肌な女 | 大島美幸 (森三中)、板谷由夏、土屋アンナ、くっきー (野性爆弾) |                    |
| 246                | 3月14日            | トリオTHE松本伊代率いるおバカ3世代 | 藤田ニコル、松本伊代、西村知美 |                    |
| 247                | 3月21日            | トリオTHE生まれ変わった男 | 岩田剛典 (三代目 J Soul Brothers from EXILE TRIBE、EXILE)、新庄剛志、バカリズム、是永瞳 (VTR出演) |                    |
| 248                | 3月28日            | 徹子&直美が初遭遇SP (21:00 - 22:54)「トリオTHE日本からハミ出した女」 「トリオTHE江戸川・足立・台東出身の男」 「トリオTHE生まれ変わった男・延長戦」                                   | 浅野ゆう子、黒柳徹子、渡辺直美、XTAP、ユウリ、倉沢ケイナ (VTR出演) 亀梨和也 (KAT-TUN)、鬼龍院翔 (ゴールデンボンバー)、みやぞん (ANZEN漫才) 岩田剛典 (三代目 J Soul Brothers from EXILE TRIBE、EXILE)、新庄剛志 |                    |
| 249                | 4月11日            | トリオTHEいろいろ遅咲きな女 | 吉高由里子、阿川佐和子、広瀬アリス |                    |
| 250                | 4月18日            | トリオTHEハミ出す女 | 仲里依紗、寺島しのぶ、須藤理彩 |                    |
| 251                | 4月25日            | トリオTHE悩める日テレアナウンサー | 滝菜月、枡太一、森富美 (以上日テレアナウンサー)、石川牧子 |                    |
| 252                | 5月2日             | トリオTHE石原良純と良純が愛おしい女 トリオTHE悩める日テレアナウンサー・延長戦 | 萬田久子、石原良純、高橋真麻、長嶋一茂 (VTR出演) 滝菜月、枡太一、森富美(以上日テレアナウンサー)、石川牧子 |                    |
| 253                | 5月9日             | トリオTHE男勝りな吉田羊が心配な男と女 | 陣内孝則、吉田羊、青木さやか、藤井フミヤ |                    |
| 254                | 5月16日            | トリオTHE24時間イライラする男と女 | 鈴木紗理奈、長嶋一茂、LISA (m-flo) |                    |
| 255                | 5月23日            | トリオTHE山田孝之と山田孝之が面倒な男と女 | 長澤まさみ、山田孝之、大塚悠吾 (会社員)、宮川大輔、Chocomoo (以上VTR出演) |                    |
| 256                | 5月30日            | | |                    |
| 257                | 6月13日            | トリオTHE世界が驚く森家VS世界が驚く成田家 | 森星、成田緑夢、安東弘樹 |                    |
| 258                | 6月27日            | 今夜復活!3年ぶり小林麻耶&エリカ様が恋愛トーク解禁SP (21:00 - 22:54)「トリオTHE日本を飛び出しがちな女と男」 「トリオTHE黙っていればキレイなセント・フォースの女」                     | 沢尻エリカ、ブルゾンちえみ、森崎ウィン 小林麻耶、川田裕美、新井恵理那、セント・フォース所属のフリーアナウンサー |                    |
| 259                | 7月11日            | トリオTHEおっさん女子VSオトメ男子 | ジェジュン、水野美紀、峯田和伸 |                    |
| 260                | 7月18日            | トリオTHE謎多き日テレアナウンサー | 豊田順子、市来玲奈、岩田絵里奈、篠原光、弘竜太郎 (以上日テレアナウンサー)、 さかなクン (VTR出演) |                    |
| 261                | 7月25日            | トリオTHE黒柳徹子が今会いたい女たち | YOU、黒柳徹子、坂本花織、志尊淳 (VTR出演) |                    |
| 262                | 8月1日             | トリオTHE東京に慣れない男 | 博多華丸・大吉、市原隼人 |                    |
| 263                | 8月8日             | トリオTHE石原良純と物件好き女子 | 貫地谷しほり、田中みな実、石原良純、郷ひろみ (VTR出演) |                    |
| 264                | 8月15日            | トリオTHE羽鳥慎一と羽鳥を心配な女と男 | 西尾由佳理、羽鳥慎一、古市憲寿 |                    |
| 265                | 8月22日            | トリオTHE真夏の怖い女 | 滝沢カレン、芳根京子、市川紗椰、横澤夏子 |                    |
| 266                | 8月29日            | トリオTHE千鳥と千鳥を知らない女 | 千鳥、秋吉久美子、BiSH |                    |
| 267                | 9月5日             | トリオTHEファビュラス&ゴージャス&マーベラスな叶姉妹とKAWAII代表!きゃりーぱみゅぱみゅ                                                                                                 | きゃりーぱみゅぱみゅ、叶姉妹、野崎くん |                    |
| 268                | 9月12日            | トリオTHE岡田准一と岡田准一が面倒くさい男 | 西島秀俊、岡田准一 (V6)、池松壮亮、木村大作 【今くら女子】関取花、長井短、大関れいか |                    |
| 269                | 9月26日            | 憧れのゴマキと指原が初共演&直美の新居探しSP (21:00 - 22:54)「トリオTHEアイドルな女」 「渡辺直美ガチ新居探し第2弾」                                                                   | 松本伊代、後藤真希、王林 (りんご娘)、勧修寺保都 渡辺直美、田中みな実、古市憲寿 |                    |
| 270                | 10月17日           | 直美&だいすけお兄さん豪華女子会2時間SP (19:56 - 21:54)「渡辺直美女子会」 「だいすけお兄さんとパパママ女子会」 「大女優とガチ物件探し」 「IT社長の自宅女子会」                        | 渡辺直美、田中みな実、古市憲寿、濱津隆之 (VTR出演) つるの剛士、山中慎介、釈由美子、井上和香、加藤夏希、吉田沙保里(VTR出演) 池上季実子、千秋、雛形あきこ (VTR出演) 山口紗弥加、岡井千聖、丸山桂里奈、美山加恋、三崎優太、ロシアン佐藤、シュギ(VTR出演) 横山だいすけ、池田美優、王林 (りんご娘)、葛西紀明、神田愛花、菊池桃子 (以上スタジオゲスト) |                    |
| 271                | 10月24日           | トリオTHEド庶民VS最強お嬢様軍団 | 大久保佳代子、川田裕美、岡井千聖、岩下尚史、アイリ、三田羽衣、コルファー羽鳥ジュリア、似鳥めぐみ、アユチャンネル、葉加瀬マイ、若尾彩香、松原江里佳、井口綾子 |                    |
| 272                | 10月31日           | 2018 めんどくさいキング&クイーン決定戦! | 大久保佳代子、中村獅童、夏菜、モーリー・ロバートソン、原田ちあき、青木源太 (日テレアナウンサー) |                    |
| 273                | 11月7日            | トリオTHEド庶民時々お嬢様 | 藤田ニコル、佐藤仁美、平野紫耀 (King & Prince)、山本ソニア、三田羽衣、コルファー羽鳥ジュリア、えり、前川侑那、福田萌子、井口綾子 |                    |
| 274                | 11月14日           | トリオTHE東京育ちと時々田舎女子 | すみれ、高橋真麻、宇野実彩子 (AAA)、erica、王林 (りんご娘)、野々村友紀子、三秋里歩(吉本坂46)、古木のぞみ、芳野友美、瀬川あやか |                    |
| 275                | 11月21日           | ロケ2本立てSP「森星よりもキラキラした女子に会いにいくin博多」 「こんくらENGLISH部」                                                                                                  | 森星、ブルゾンちえみ (VTR出演) 長嶋一茂、友近、箕輪はるか (ハリセンボン)、若槻千夏 (VTR出演) |                    |
| 276                | 12月19日           | 大泉洋VS高畑充希!水卜アナ&後輩Xmas女子会2時間SP (21:00 - 22:54)「トリオTHE大泉洋と大泉洋が面倒くさい男と女」 「日テレ女子アナウンサー大忘年会」 「アイドル卒業を発表した指原を激励」 | 大泉洋（TEAM NACS）、三浦春馬、高畑充希、オクラホマ、ちーやん (ジャガーズ)、竹内涼真 (VTR出演) 水卜麻美、徳島えりか、岩本乃蒼、尾崎里紗、滝菜月、市來玲奈、岩田絵里奈 (以上日テレアナウンサー)、いとうあさこ、泉里香、MAX (NANA、MINA、REINA) 古市憲寿                                                                                           |                    |

| 2019年（平成31年→令和元年） | 2019年（平成31年→令和元年） | 2019年（平成31年→令和元年） | 2019年（平成31年→令和元年） | 2019年（平成31年→令和元年） |
| 回                          | 放送日                      | テーマ | ゲスト |                             |
| --------------------------- | --------------------------- | --- | --- | --------------------------- |
| 277                         | 1月23日                     | 渡辺直美女子会続編 | 渡辺直美、菅田将暉、AYA、村上佳菜子 |                             |
| 278                         | 1月30日                     | トリオTHEバイリンガルな女 | 田中みな実、ゆう姫、BENI |                             |
| 279                         | 2月6日                      | 真夜中の妻 (おんな)たち | 高橋真麻、シルビア・グラブ、馬淵優佳、山口もえ、吉木りさ、野々村友紀子、堀本陽子 |                             |
| 280                         | 2月13日                     | トリオTHE家持つ男と女たち | スザンヌ、GACKT、工藤夕貴 |                             |
| 281                         | 2月20日                     | トリオTHEいろいろ手を出す女 さよなら平成ソング女子会 | 高橋一生、川口春奈、島津亜矢 島袋寛子、いとうあさこ、古市憲寿 (以上VTR出演) |                             |
| 282                         | 2月27日                     | さよなら平成ソング女子会 診察券パンパン女No.1決定戦 | 島袋寛子、いとうあさこ、古市憲寿 (以上VTR出演) 大久保佳代子、未唯Mie、宇徳敬子、若尾綾香、椿かおり、SILVA、西野未姫 |                             |
| 283                         | 3月6日                      | トリオTHEやっぱすごいぞ成城学園 | 吉田明世、永井美奈子、枡田絵理奈 |                             |
| 284                         | 3月27日                     | 翔んでる埼玉女&ハワイ女子会&工藤夕貴と合宿2時間SP (21:00 - 22:54)「ガツガツしてるぞ!?埼玉女子」 「最強独身女子トリオinハワイ」 「工藤塾開講!」                  | 伊藤愛真、入山法子、岡井千聖、櫻井淳子、夏菜、藤田ニコル、若槻千夏 川田裕美、佐藤仁美、山崎賢人、吉沢亮 工藤夕貴、華子、平沼ファナ、藤崎奈々子、ゆきぽよ |                             |
| 285                         | 4月10日                     | トリオTHE実は関西出身の女 | 赤江珠緒、水川あさみ、ファーストサマーウイカ (BILLIE IDLE®)、池乃めだか、内場勝則、末成由美 【見届け人】羽鳥慎一 |                             |
| 286                         | 4月17日                     | 1番の変わり者は誰?名門音楽学校女子No.1決定戦 | 茂森あゆみ、木村多江、木嶋真優、横山だいすけ、みうらうみ、宮本笑里、松岡みやび |                             |
| 287                         | 4月24日                     | トリオTHE独身仙人 | 武田真治、岡田奈々、佐藤仁美 【見届け人】富田望生 |                             |
| 288                         | 5月8日                      | トリオTHE真夜中の妻たち | 羽野晶紀、ギャル曽根、野々村友紀子 【見届け人】小林よしひさ |                             |
| 289                         | 5月15日                     | ガツガツしてるぞ埼玉女子 PART2 | 田中みな実、渡辺麻友、夏菜、北斗晶、若槻千夏、藤田ニコル、辛酸なめ子、朝日奈央 |                             |
| 290                         | 5月22日                     | 木村沙織&高梨沙羅&渡辺直美女子祭り3時間SP(19:00 - 21:54)「寝付けない美女アスリートNo.1決定戦」 「渡辺直美タメ女子会」 「ガツガツしてるぞ埼玉女子 PART2 後半戦」 | 狩野舞子、木村沙織、高梨沙羅、植草歩、馬瓜エブリン、馬瓜ステファニー、木嶋真優、ファーストサマーウイカ (BILLIE IDLE®)、イガリシノブ (VTR出演)、増田明美、ゆきぽよ (VTR出演) 渡辺直美、絢香、高橋メアリージュン、辻希美、TiA、松本薫 (VTR出演)、水卜麻美 (ナレーター、VTR出演) 田中みな実、渡辺麻友、夏菜、北斗晶、若槻千夏、藤田ニコル、辛酸なめ子、朝日奈央 |                             |
| 291                         | 5月29日                     | 埼玉よりイケてる千葉の女 | 【千葉県応援ゲスト】ふなっしー 【千葉県出身ゲスト】山崎ケイ (相席スタート)、市井紗耶香、秋元才加 【埼玉県出身ゲスト】益若つばさ、夏菜、アンゴラ村長 (にゃんこスター) |                             |
| 292                         | 6月5日                      | 放送300回 記念 徹子に覚えておいてほしい女スペシャル | 黒柳徹子、馬場ももこ |                             |
| 293                         | 6月12日                     | トリオTHE女にだけモテる女 | 内村周子、木下優樹菜、山田姉妹 (山田麗、山田華)、りんごちゃん |                             |
| 294                         | 6月19日                     | トリオTHE片桐はいりとミステリーな女 | わたなべ麻衣、片桐はいり、ダレノガレ明美 |                             |
| 295                         | 7月3日                      | 2時間SP (21:00 - 22:54)「黙っていればキレイな群馬の女」 「工藤塾 第2弾」                                                                                        | 井森美幸、篠原涼子、加藤ナナ、志保、minan (リリカルスクール)、若槻千夏 工藤夕貴、GENKING、華子、ファーストサマーウイカ (BILLIE IDLE®)、ゆきぽよ、若林萌々 |                             |
| 296                         | 7月10日                     | じっとしていられないNEW沖縄女 | 仲間由紀恵、大城美友、琴音 (Chuning Candy)、仲宗根梨乃、平川美香、慶、川畑一志 (日本テレビアナウンサー)、さいねい龍二、冨田翔 (以上VTR出演) |                             |
| 297                         | 7月17日                     | トリオTHEポチポチクイーンNo.1決定戦じっとしていられないNEW沖縄女 延長戦                                                                                         | 中山忍、北乃きい、りんごちゃん【見届け人】麻木久仁子 仲間由紀恵、大城美友、琴音 (Chuning Candy)、仲宗根梨乃、平川美香、粒マスタード安次嶺 |                             |
| 298                         | 7月24日                     | ふなっしーと今くら 緊急生放送スペシャル | 【スペシャルMC】ふなっしー アリーナ・ザギトワ、宮沢氷魚、横山だいすけ、若槻千夏、秋元才加、チョコレートプラネット、りんごちゃん、藤崎奈々子、山川恵里佳、みやぞん (ANZEN漫才) |                             |
| 299                         | 7月31日                     | トリオTHE真木よう子と真木よう子をいろいろ知ってる女 | 大塚愛、真木よう子、森田真帆 |                             |
| 300                         | 8月7日                      | トリオTHEワールドワイドな女 | ジェシカ、中野美奈子、石橋穂乃香、ROLAND (VTR出演) |                             |
| 301                         | 8月14日                     | 出川哲朗が知らない!天才なのに変わり者?音楽に生きる女 | 出川哲朗、岩本梨々愛、上原りさ、木嶋真優、松岡みやび、山中千尋、盧佳那、りんごちゃん、相川七瀬 (VTR出演) |                             |
| 302                         | 8月28日                     | トリオTHEカッコよすぎる女 | 【応援ゲスト】ガンバレルーヤ 柚希礼音、水原希子、眉村ちあき、オカリナ (おかずクラブ) 、吉田明世 (VTR出演) |                             |
| 303                         | 9月4日                      | 意外と地味な愛知女 | 大久保佳代子、宇野樹、馬瓜エブリン、小川暖奈 (スパイク)、生見愛瑠、東京ホテイソン、アリーナ・ザギトワ (VTR出演) |                             |
| 304                         | 9月11日                     | 涼真と埼玉よりガツガツしている北関東女 | 竹内涼真、赤プル、磯山さやか、吉柳咲良、紫吹淳、てんちむ、若槻千夏、渡辺江里子 (阿佐ヶ谷姉妹) |                             |
| 305                         | 9月25日                     | 2時間SP (21:00 - 22:54)「悲しき女子校育ちの女VS男子校育ちの斎藤クン」 「今くら的最強ものまね美女軍団」                                                          | 神田愛花、中山忍、斎藤工、床嶋佳子、プー・ルイ (BILLIE IDLE®)、土屋怜菜 (れいぽよ)、HARA りんごちゃん、みかん、沙羅、丸山礼、荒牧陽子、やしろ優、森昌子、モリタク!、中村愛、河口こうへい、坂本冬休み、永見大吾 (カベポスター)、らりるRIE、阿部博明 |                             |
| 306                         | 10月9日                     | トリオTHE何かとポチポチしちゃう独身女 | 【応援ゲスト】りんごちゃん 宮崎美子、高畑充希、水森かおり、紅蘭 (VTR出演) |                             |
| 307                         | 10月23日                    | トリオTHE猫なしでは生きていけない女 | 岡本玲、大地真央、三浦瑠麗、林かおる、大渕愛子、よしこ (ガンバレルーヤ)、古市憲寿 (VTR出演) |                             |
| 308                         | 10月30日                    | トリオTHEポチポチクイーン決定戦 | 田中道子、Matt、森口瑤子、まひる (ガンバレルーヤ) 、GENKING (VTR出演) 【応援ゲスト】金澤美穂 |                             |
| 309                         | 11月6日                     | なぜか独身A型女とB型女 | 【A型女】渡辺江里子 (阿佐ヶ谷姉妹)、若村麻由美、藤田ニコル 【B型女】ファーストサマーウイカ、山崎ケイ (相席スタート)、日下部美愛 |                             |
| 310                         | 11月13日                    | 東京には染まりたくない福岡の女 | 重盛さと美、床島佳子、IKKO、尾崎里紗 (日テレアナウンサー)、吉崎綾 【関東代表】渡辺江里子 (阿佐ヶ谷姉妹) |                             |
| 311                         | 11月20日                    | 東京よりも埼玉ヨリの八王子女 | セントチヒロ・チッチ (BiSH)、ROLAND、水町レイコ、羽鳥慎一、ナヲ (マキシマム ザ ホルモン) |                             |
| 312                         | 12月18日                    | 1周回ってたくましくなった女 | 有森裕子、有安杏果、佐藤仁美、川田裕美、福田沙紀、すみれ |                             |

| 2020年（令和2年） | 2020年（令和2年） | 2020年（令和2年） | 2020年（令和2年） | 2020年（令和2年） |
| 回                | 放送日            | テーマ | ゲスト |                   |
| ----------------- | ----------------- | --- | --- | ----------------- |
| 313               | 1月8日            | 2020年も元気なあの人とコラボしまくり3時間SP (19:00 - 21:54)「トリオTHEJ-POP大好き3世代 〜カラオケ編〜」 「トリオTHE千葉愛ふなっしーVS地元愛強すぎ女」 「今くら的最強モノマネ軍団2020」                        | 広瀬アリス、いとうあさこ、ミラクルひかる、天童よしみ、阿佐ヶ谷姉妹 (VTR出演) 【東京代表】吉高由里子、フワちゃん【福岡代表】奈緒、上杉あずさ【大阪代表】野々村友紀子、浪花ほのか 河合郁人 (A.B.C-Z)、りんごちゃん、丸山礼、高田紗千子 (梅小鉢)、メルヘン須長、友近、柳沢慎吾、Mr.シャチホコ |                   |
| 314               | 1月22日           | スマホが手放せない女VSポチポチ嫌いなROLAND | 土屋炎伽、3時のヒロイン、沢田富美子、わたなべ麻衣 |                   |
| 315               | 1月29日           | 猫に依存する女 | 野崎萌香、キムラ緑子、出口クリスタ、古市憲寿、青山めぐ |                   |
| 316               | 2月12日           | 今くらに高嶋ちさ子が襲来2時間SP (19;56 - 21:54)「高嶋ちさ子と衝撃のせっかち女」 「トリオTHE物件愛に溢れる女」                                                                                                 | 高嶋ちさ子 本田望結、木南清香、野々村友紀子、トイアンナ 平野ノラ、沢田富美子、フワちゃん (VTR出演) |                   |
| 317               | 2月19日           | 田中みな実と田中みな実をアレコレ語りたい女たち | 田中みな実、大久保佳代子、丸山礼、山口紗弥加、アリサ、KAJIERI、ほのか |                   |
| 318               | 2月26日           | 「進化しすぎた肉食女子たち」 「緊急企画!実は昨年しれっと結婚していた女」 | 市川紗椰、狩野舞子、夏帆、高橋真麻、福田萌子 AYA、中山忍、木嶋真優 |                   |
| 319               | 3月4日            | A型女とB型女 | 【A型女】仲宗根梨乃、若槻千夏、餅田コシヒカリ 【B型女】松本伊代、LINA、重盛さと美 |                   |
| 320               | 3月11日           | お笑いを愛してやまない女 | IMARU、戸田恵子、ファーストサマーウイカ、児島気奈、中間淳太 (ジャニーズWEST) |                   |
| 321               | 3月18日           | 2時間SP (21:00 - 22:54)「ディズニーを愛する女」 「世界で活躍する女」 | 黒柳徹子、片瀬那奈、ギャル曽根、長井短、ヤママチミキ 近藤麻理恵、川村エミコ (たんぽぽ)、ローラ 、ブリトニートーキョー、若槻千夏 |                   |
| 322               | 4月8日            | 2時間SP (21:00 - 22:54) 「東京で背伸びして生きる女」 「解禁! ローラLAライフ!」 | 吉瀬美智子、大久保佳代子、若槻千夏、関取花、野崎萌香 ローラ、川村エミコ (たんぽぽ)、近藤麻理恵、ブリトニートーキョー |                   |
| 323               | 4月22日           | 「NO MUSIC NO LIFE！愛も涙も青春も、大切なことは全てJ-POPから学んだ男と女」 | 菅田将暉、平野ノラ、平川美香 |                   |
| 324               | 5月6日            | お一人様で強く生きる女 | 南果歩、浅田舞、みゆはん |                   |
| 325               | 5月13日           | 3時間スペシャル (19:00 - 21:54)「ペットを溺愛する男と女」 「豪華芸能人 ご自宅SP〜時々、MCの自宅〜」 | 栗原類、広瀬香美、鈴木砂羽他 小柳ゆき、フワちゃん、長谷川忍他 |                   |
| 326               | 5月23日           | 「緊急特別企画！今くら本音電話センター！！」 | 電話オペレーター→渡部建、佐藤仁美、野々村由紀子 相談者→高嶋ちさ子、鷲見玲奈 |                   |
| 327               | 6月3日            | 「緊急特別企画！今くら本音電話センター！！」 | 電話オペレーター→渡部建、佐藤仁美、野々村由紀子、藤田ニコル 相談者→遊井亮子、神田愛花、辰巳奈都子 |                   |
| 328               | 6月10日           | 「トリオ THE 偏食女2020」 | 松田ゆう姫、松本まりか、山口真由 |                   |
| 329               | 6月17日           | 「名探偵コナンを愛しすぎる女」 | 水森かおり、松尾幸実、田辺智加（ぼる塾） 【特別ゲスト】篠原涼子 |                   |
| 330               | 6月24日           | 「海外旅行が恋しい男と女」 | 長嶋一茂、エンリケ、丸山礼 |                   |
| 331               | 7月1日            | 「J-POPを語りたがる女と男」 | 広瀬香美、古市憲寿、田村芽実 |                   |
| 332               | 7月15日           | 2時間SP (21:00 - 22:54)「トリオ THE No ポチポチ No Lifeな女」 「意識高い系女子が選ぶ彼氏にしたい男の職業ランキング2020」                                                                                      | 安斉かれん、TORICO、望月理恵 重盛さと美、中山忍、山﨑ケイ、ゆきぽよ |                   |
| 333               | 7月29日           | 「令和アイドルを愛しすぎる女〜Nizi Project編〜」 | 近藤春菜、高橋メアリージュン、丸山礼 |                   |
| 334               | 8月5日            | 「猫を溺愛する女」 | 岡本真夜、コルファー羽鳥ジュリア、津田麻莉奈 |                   |
| 335               | 8月12日           | 「男勝りな練馬女」 | 観月ありさ、鈴木蘭々、sachi. 【リモート出演】菅良太郎（パンサー）、小杉まりも 【ロケ出演】フワちゃん |                   |
| 336               | 8月19日           | 「本棚が独特な女」 | 浜辺美波、小松美羽、紺野ぶるま |                   |
| 337               | 8月26日           | 「恋のお悩み一斉調査!恋愛白書2020」 | 文音、光浦靖子、ぼる塾、いわたまあり、華 |                   |
| 338               | 9月2日            | 「モーニング娘。を愛しすぎる女」 | 市川紗椰、犬山紙子、小川紗良 【VTRゲスト】つんく♂ 【特別ゲスト】譜久村聖・牧野真莉愛（モーニング娘。'20） |                   |
| 339               | 9月9日            | 2時間SP (19:56 - 21:54)「踊らずにはいられない女」 「ガツガツしすぎるUSJ愛女子」 | 小柳ルミ子、山口厚子、suzuyaka、朝日奈央、福田麻貴（3時のヒロイン） 倖田來未、河北麻友子、木村沙織、もえのあずき、原田ちあき |                   |
| 340               | 9月23日           | 「神奈川とは言わない横浜の女」 | 剛力彩芽、松本梨香、ゆきぽよ 【埼玉出身ゲスト】若槻千夏 |                   |
| 341               | 10月14日          | 2時間SP (19:56 - 21:54)「令和のバリキャリ女子132人に聞いた自分へのご褒美ランキング」 | 波瑠、高嶋ちさ子、鷲見玲奈、サーヤ（ラランド） 【リモート出演】金本かすみ、森遥香、ゆり 【VTR出演】冨永愛、松本まりか、若槻千夏、ふなっしー |                   |
| 342               | 10月21日          | 「調味料にこだわる女」 | 紫吹淳、ソニン、安井友梨 |                   |
| 343               | 10月28日          | 「SNS発!令和あるあるものまね」 | 三浦翔平、関根麻里、丸山礼 |                   |
| 344               | 11月4日           | 「とにかく胸キュンしたい女たち〜りぼんまんが編〜」 | 新妻聖子、酒井藍、中田クルミ |                   |
| 345               | 11月11日          | 「20代なのに80'sアイドルに憧れる女」 | 藤井隆、黒沢かずこ（森三中）、アマイワナ、島倉りか（BEYOOOOONDS）、武藤彩未 【特別ゲスト】真璃子 |                   |
| 346               | 11月18日          | 「猫なしで生きられない女」 | 藤あや子、貴島明日香、田中れいな 【VTR出演】柴咲コウ |                   |
| 347               | 12月16日          | 笑ってコラえて!+今夜くらべてみました 合体!話題の女子が大集合3時間SP （19:00 - 21:54）【今くらパート】 「ぼっちを楽しむ女」                                                                                    | 佐藤栞里、ヒコロヒー、宮崎美子 【ぼっちレジェンド（見届け人）】片桐はいり |                   |
| 348               | 12月23日          | クリスマス超豪華3時間SP （19:00 - 21:54）「ディズニーが人生のバイブルな女と男」 「SHELLY3姉妹 飲みまくり旅in金沢」 「2020年を総決算!こんくら的女子流行ランキング」 「女優・松本まりかさんが焼肉で初の食リポ」 | 尾上松也、三田寛子、飯豊まりえ、ちゃんみな、若槻千夏 床嶋佳子、福田萌子、藤田ニコル、ぼる塾 / 井上咲楽 【ロケゲスト】市川紗椰、福田萌子、松本まりか |                   |

| 2021年（令和3年） | 2021年（令和3年） | 2021年（令和3年） | 2021年（令和3年） | 2021年（令和3年） |
| 回                | 放送日            | テーマ | ゲスト |                   |
| ----------------- | ----------------- | --- | --- | ----------------- |
| 349               | 1月6日            | 1周回って知らない話+今夜くらべてみました 合体!人気者が本音を告白4時間SP(19:00 - 22:54)「1周回って今年が勝負の女」 「2021年ブレイクしそうな原石」                                              | 朝日奈央、フワちゃん、岡田結実、河合郁人（A.B.C-Z）、福田麻貴（3時のヒロイン）、重盛さと美 ソーズビー、エドワード加藤、小池成（プラチナボーイズ） 【「2021年ブレイクしそうな原石」推薦人】岡田結実、ROLAND、朝日奈央 【見届け人ゲスト】東野幸治                                                                                                  |                   |
| 350               | 1月13日           | 「芸人に人生を救われた女」 | 菅野美穂、神田愛花、奥森皐月 【特別ゲスト】永野、マッチポンプ 【VTR出演】ハリウッドザコシショウ |                   |
| 351               | 1月20日           | 「深夜2時にアクティブになる女」 | 趣里、根本宗子、薄幸（納言） 【VTR出演】ギャル曽根、鷲見玲奈、松本まりか、馬淵優佳 |                   |
| 352               | 2月3日            | 「生まれ変わった女の生態ビフォーアフター」 | 松田ゆう姫、礒部希帆、吉住 【VTR出演】川村エミコ（たんぽぽ）、高橋ユウ |                   |
| 353               | 2月10日           | 「井上咲楽の変身企画」 「猫大家族の女」 | 井上咲楽、藤田ニコル 土屋アンナ、青山めぐ、ひなんちゅ（SILENT SIREN） |                   |
| 354               | 2月17日           | 「女子の本音新企画! 男子のLINEをガチ添削!」 | ウエンツ瑛士、松丸亮吾、DJ松永（Creepy Nuts） 【ご意見番】鷲見玲奈 【ロケゲスト】前田旺志郎、醍醐虎汰朗 |                   |
| 355               | 2月24日           | 「新・偏食女」 「芸能界スイーツ差し入れ代行 Tanaber Eats」 | 花澤香菜、田辺智加（ぼる塾）、草野華余子 【Tanaber Eats ゲスト】寺島しのぶ、尾上右近 |                   |
| 356               | 3月3日            | 「ひなまつり 井上咲楽 変化しまくった70日間と恋の行方 生報告SP」 | 井上咲楽、丸山桂里奈、ミキ / 鈴木奈々 |                   |
| 357               | 3月10日           | 「バラエティーで売れて欲しい原石磨き」 「花澤香菜的!春のパン祭り隠れた名パンを応援したい!」                                                                                                   | 定岡ゆう歩、横原悠毅（IMPACTors / ジャニーズJr.） 【推薦人】小島瑠璃子、河合郁人（A.B.C-Z） 【ロケゲスト】花澤香菜、草野華余子 |                   |
| 358               | 3月17日           | 「一歩踏み出したいけど踏み出せない女」 | 小林星蘭、佐藤仁美、萬波ユカ、宮川愛李 |                   |
| 359               | 3月31日           | 2時間SP (21:00 - 22:54)「春の新生活スタート4連発祭り」 | 風間俊介、松本まりか、ぼる塾、佐竹桃華、岩田絵里奈（日テレアナウンサー） 【VTR出演】水卜麻美（日テレアナウンサー） / 和田アキ子、山瀬まみ |                   |
| 360               | 4月14日           | 「バスタイムを極めたい女」 「タナバーイーツ第2弾」 | 栗原恵、重盛さと美、滝口ひかり、バービー（フォーリンラブ）、生見愛瑠 【VTR出演】石原さとみ、綾野剛、今田美桜、ぽる塾 |                   |
| 361               | 4月28日           | 2時間SP (19:56 - 21:54)「名探偵コナンにキュンキュンしまくる女たち」 「高嶋ちさ子のひと狩り行こうぜ!in栃木」                                                                                   | 日髙のり子、田辺智加（ぽる塾）、尾崎里紗（日テレアナウンサー）、浅野杏奈、松尾幸実 【VTR出演】倉木麻衣、ぽる塾 / 高嶋ちさ子 |                   |
| 362               | 5月5日            | 1周回って知らない話+今夜くらべてみました 合体!芸能界の「気になる」3時間SP (19:00 - 21:54)「1周回って強くなった元子役」                                                                        | 大沢あかね、濱田龍臣、森迫永依 / 東野幸治 【コーナーゲスト】加藤柚凪、北平妃璃愛 |                   |
| 363               | 5月12日           | 「悩める女性の変身チャレンジSP」 | 迫田さおり、ドーキンズ英里奈、池田レイラ（完熟フレッシュ） |                   |
| 364               | 5月19日           | 「夜活を極めたい女」 「大好評・芸能人変身企画第4弾!」 | 浅田舞、ヴァネッサ、坂下千里子、重盛さと美、山﨑ケイ（相席スタート） / 小川麻琴 |                   |
| 365               | 5月26日           | 「家にこだわる男」 | 與真司郎（AAA）、尾上右近、屋敷裕政（ニューヨーク） / 生見愛瑠 【VTR出演】ふなっしー、千秋、夏菜 |                   |
| 366               | 6月2日            | 「優等生を卒業したい女」 | 酒井美紀、黒沢かずこ（森三中）、近藤春菜（ハリセンボン）、ソーズビー、竹達彩奈 【VTR出演】井上咲楽 |                   |
| 367               | 6月9日            | 「タフすぎる平成バラドル」 | 【平成バラドル】眞鍋かをり、リサ・ステッグマイヤー、熊田曜子 【令和バラドル】藤田ニコル、フワちゃん 【コーナーゲスト】アレン明亜莉クレア |                   |
| 368               | 6月16日           | 「叩き上げトップモデル3世代」 | 佐田真由美、池田美優、鈴木奈々 【見届け人】若槻千夏 【コーナーゲスト】じゅな、肥田莉里香 |                   |
| 369               | 7月7日            | 2時間SP (19:56 - 21:54)「芸能界バブルアイドルのミステリーを徹底調査!」 「冬の時代を乗り越えろ!フリーアナ戦略 2021」 「大好評!ぼる塾・田辺智加『芸能界スイーツ差し入れ企画「タナバーイーツ」』 | 西田ひかる、斉藤慶子、雛形あきこ / 朝日奈央、矢吹奈子（HKT48） 中田有紀、川田裕美、神田愛花、鷲見玲奈、谷尻萌、中川絵美里 【リモート出演】青山祐子 / 後藤楽々、今井美桜、山本瑠香、高木由梨奈、田﨑さくら、刈川くるみ、三好百花、山本里咲、吉澤真彩 【コーナーゲスト】ジョイマン、クールポコ。、ですよ。 【VTR出演】戸田恵梨香、永野芽郁、ぼる塾 |                   |
| 370               | 7月21日           | 「NEW夜型芸能人」 | 黒木瞳、ROLAND、吉田瑳矩果 |                   |
| 371               | 7月28日           | 「話題の妻が大集合スペシャル」 | 平愛梨、馬淵優佳、静まなみ、入来茉里、辻希美 【ブロックゲスト】井上咲楽 |                   |
| 372               | 8月11日           | 「インテリアを偏愛する女と男」 | ヨンア、堀未央奈、ふなっしー、入来茉里、山田裕貴 【見届け人】三浦翔平 【VTR出演】與真司郎 |                   |
| 373               | 8月18日           | 「哀しき完璧主義者」 | SKY-HI、中村江里子、水原碧衣 |                   |
| 374               | 8月25日           | 「一歩踏み出した女」 「フルーツハンターちさ子のひと狩り行こうぜ!」 | 雨宮塔子、石橋穂乃香、村上佳菜子 【VTRゲスト】高嶋ちさ子、木佐彩子、田辺智加（ぼる塾） |                   |
| 375               | 9月1日            | 「ジブリを愛しすぎる女」 | 大塚愛、小島瑠璃子、横尾渉（Kis-My-Ft2）、石出奈々子、太田唯 【VTRゲスト】宮崎吾朗、平澤宏々路 |                   |
| 376               | 9月15日           | 「おうち飯こだわり女」 | チャン・グンソク、松本薫、馬瓜エブリン 【ブロックゲスト】井上咲楽、藤田ニコル |                   |
| 377               | 9月22日           | 今夜は豪華2本立て2時間スペシャル (21:00 - 22:57)「各界の差し入れ達人参戦!タナバーイーツスペシャル秋の差し入れ大収穫祭30連発!」 「37歳 2児の母 SHELLY 愛する娘に捧げる90日間の挑戦」           | 北口榛花、三田寛子、伊藤かりん、川田裕美、青山祐子 / ぼる塾 |                   |
| 378               | 10月6日           | 1周回って知らない話+今夜くらべてみました 合体!芸能界の「気になる」3時間SP (19:00 - 22:00)「1周回って知らない!? 海外生活で人生変わった美女達」 「タナバーイーツ第4弾」                         | 中谷美紀、本田仁美、宮澤エマ 【VTRゲスト】杉咲花、奈緒、ぼる塾 |                   |
| 379               | 10月20日          | 「究極の自炊女」 | 柴咲コウ、バービー（フォーリンラブ）、ふなっしー、Matt |                   |
| 380               | 11月3日           | 「美容で進化した芸能人の顔SP」 | 千賀健永（Kis-My-Ft2）、MEGUMI、松村沙友理 |                   |
| 381               | 11月10日          | 「2大美女 焼肉偏愛スペシャル」 | 神田沙也加、市川紗椰、うらともえ 【VTRゲスト】ハラミちゃん、若槻千夏 |                   |
| 382               | 11月24日          | 「ハリー・ポッターを愛しすぎる女」 | 相川七瀬、豊田エリー、松島聡（Sexy Zone）、加藤史帆（日向坂46）、窪真理チャカローズ |                   |
| 383               | 12月15日          | 「世界同時中継!お酒がとまらない女たち」 「タナバーイーツ×あなたの番です 劇場版」 | 【スタジオゲスト】藤田ニコル 【中継ゲスト】大迫あゆみ、久保純子、長野智子、レーナ・カティーナ 【VTRゲスト】原田知世、田中圭、西野七瀬 / 田辺智加（ぼる塾） |                   |
| 384               | 12月22日          | クリスマス超豪華2時間スペシャル!(21:00 - 22:54)「ディズニーを愛しすぎる女〜プリンセス編〜」 「韓国を語り尽くしたい女と男」                                                                    | 中川翔子、根本宗子、ゆめちゃん、若槻千夏、AYA 黒柳徹子、チャン・グンソク、大沢あかね、YUNA、江野沢愛美 |                   |

| 2022年（令和4年） | 2022年（令和4年） | 2022年（令和4年） | 2022年（令和4年） | 2022年（令和4年） |
| 回                | 放送日            | テーマ | ゲスト |                   |
| ----------------- | ----------------- | --- | --- | ----------------- |
| 385               | 1月5日            | 1周回って知らない話+今夜くらべてみました 合体!人気芸能人の本音4時間SP(19:00 - 22:54)「1周回って美肌になった女」 「SHELLY三姉妹のシスターデーin石垣島!オールインクルーシブで元が取れるか?スペシャル」 | 檀れい、千賀健永（Kis-My-Ft2）、宇野実彩子（AAA）、バービー、フワちゃん / 井上咲楽                                       |                   |
| 386               | 1月12日           | 「極端な女SP!」 | 高畑充希、青柳美扇、ふなっしー                                                                                           |                   |
| 387               | 1月19日           | 「トリオ・ザ・箱入り娘」 | 優香、かなで（3時のヒロイン）、美緒                                                                                      |                   |
| 388               | 1月26日           | 「アニメで人生の大切なことを学んだ女と男」 | 栗山千明、ROLAND、みゆはん 【VTR出演】山田孝之、松本まりか                                                               |                   |
| 389               | 2月2日            | 「新居初公開3連発」 | ジェジュン、トリンドル玲奈、イワクラ（蛙亭）                                                                             |                   |
| 390               | 2月9日            | 「美乳・美尻・美肌 美にこだわる女と男」 | 三宅健、三吉彩花、餅田コシヒカリ                                                                                         |                   |
| 391               | 2月16日           | 「グルメ、美容、便利グッズ ポチポチ女たちの爆買いライフ!」 | 麻木久仁子、後藤真希、かなで（3時のヒロイン） 【見届け人】竹内涼真                                                       |                   |
| 392               | 2月23日           | 「渋谷女VS原宿女」 | 【渋谷女】山田優、若槻千夏、池田美優 【原宿女】IMALU、peco、しなこ                                                       |                   |
| 393               | 3月2日            | 「奇才!天才!生み出す名門女子高校ライフくらべ!」 | かたせ梨乃、chay、ゆめっち（3時のヒロイン）、谷花音、小浜桃奈 【解説員】辛酸なめ子                                       |                   |
| 394               | 3月9日            | 「移住して生まれ変わった女」 | 福岡晃子、清水美砂、三浦瑠麗 【見届け人】志尊淳 【VTR出演】與真司郎（AAA）                                               |                   |
| 395 〈最終回〉    | 3月16日           | 「女子の流行10年史」 | 南果歩、若槻千夏、千賀健永（Kis-My-Ft2）、重盛さと美、冨田せな / 小林星蘭、谷花音 【VTR出演】ENHYPEN / ぼる塾 / 亀梨和也 |                   |

### スペシャル放送
※通常時ネットしているフジテレビ系列とのクロスネット2局（テレビ大分・テレビ宮崎）では放送されないが、後続の『NEWS ZERO』を挟んだ後の通常放送（内容はスペシャル放送の延長部）のみ通常通り放送。
※通常放送を枠移動前まで時差ネットしていた中京テレビはこの間、スペシャル放送では残材と同じく同時ネットとしていた。
※通常放送の枠拡大となるものについては含まない。
| 特番 | 特番                         | 特番                                                                      | 特番 | 特番 |
| 回   | 放送日時                     | タイトル                                                                  | ゲスト |      |
| ---- | ---------------------------- | ------------------------------------------------------------------------- | --- | ---- |
| 1    | 2013年4月9日 22:00 - 23:24   | 今夜くらべてみました 春のワガママ美女ベスト9 とことんくらべてみましたSP!  | 【コンクラガールズ】佐藤仁美、SILVA、鈴木奈々、ダレノガレ明美、水沢アリー、益若つばさ 【ゲスト】杉本彩、壇蜜、西川史子、大島美幸（森三中）、鈴木砂羽、内田春菊 【SPゲスト】藤原竜也、内田裕也 |      |
| 2    | 2013年12月17日 22:00 - 23:00 | 今夜くらべてみました 超高額バイトで徳井が激ヤセSP                         | 菊川怜、眞鍋かをり、石川梨華、藤本美貴、misono、IVAN、渡辺直美、松井愛莉、水沢アリー |      |
| 3    | 2014年4月25日 19:00 - 20:54  | 今夜くらべてみました 超過酷バイトで号泣! またもや徳井が地獄の肉体改造SP   | 大久保佳代子（オアシズ）、土屋アンナ、丸岡いずみ、内田恭子、 岩佐真悠子、高橋真麻、亀井京子、みかん、渡辺直美、中村里砂 |      |
| 4    | 2014年9月16日 21:00 - 22:54  | 今夜くらべてみました 号泣美女に密着&怪しい女の家くらべSP                  | 浅野ゆう子、小林麻耶、波瑠、大渕愛子、つちやかおり、住吉美紀、加賀美セイラ、齊藤夢愛、舟山久美子 |      |
| 5    | 2015年12月29日 23:00 - 24:25 | NO COOKING NO LIFEな女                                                    | 横澤夏子、ローラ、KABA.ちゃん |      |
| 5    | 2015年12月29日 23:00 - 24:25 | 堀北真希がどうしても今年中に会っておきたい人SP!                           | 堀北真希、コロコロチキチキペッパーズ、エヴァ、羽田圭介 |      |
| 6    | 2016年6月22日 21:00 - 22:54  | ゴールデン2時間SP                                                         | 安藤和津、松嶋尚美、中村アン、豊田順子、水卜麻美、岩本乃蒼、相田翔子、奥菜恵、大和悠河、木村佳乃 |      |
| 7    | 2017年1月3日 18:30 - 20:54   | 今夜くらべてみました 新春ゴールデンSP                                     | 吉高由里子、榮倉奈々、大島優子、中村玉緒、萬田久子、ローラ、柏原芳恵、小柳ゆき、新妻聖子 |      |
| 8    | 2018年1月1日 13:00 - 15:50   | 今夜くらべてみました 大女優も美女アスリートも大集合!元日から生放送3時間SP | アン・シネ、麻木久仁子、IMALU、丘みどり、かたせ梨乃、高橋由美子、田中みな実、皆藤愛子、友近、村上佳菜子、ゲッターズ飯田、ギャル曽根、にゃんこスター、GENERATIONS from EXILE TRIBE、尾崎里紗 (日本テレビアナウンサー)、梅沢富美男 (電話出演)/瀬戸内寂聴、瀬尾まなほ、十朱幸代、多岐川裕美、山村紅葉、渡辺直美、藤田ニコル、ブルゾンちえみ、AI、堤真一、相葉雅紀 (嵐)、堀内健 (ネプチューン)、林家たい平(以上VTR出演) |      |
| 9    | 2019年1月1日 13:00 - 15:50   | 今夜くらべてみました 菅田将暉もDA PUMPも直美も!!元日から超豪華3時間SP     | DA PUMP、渡辺直美、AYA、村上佳菜子、菅田将暉、前田健太 (ロサンゼルス・ドジャース)、水卜麻美、徳島えりか、岩本乃蒼、尾崎里紗、滝菜月、市來玲奈、岩田絵里奈 (以上日テレアナウンサー)、いとうあさこ、泉里香、MAX (NANA、MINA、REINA)、羽鳥慎一、古市憲寿、藤あや子、山村紅葉、工藤公康 (福岡ソフトバンクホークス監督)、岡井千聖                                                                                        |      |
| 10   | 2020年1月1日 12:00 - 14:50   | 今夜くらべてみました 元日3時間スペシャル!                                 | 工藤夕貴、ファーストサマーウイカ、工藤阿須加、紫吹淳、羽田美智子、北斗晶、ゆりもり、赤プル、川田裕美、神田愛花、岡副麻希、新井恵理那、中川絵美里、後藤楽々、河野景子、近藤サト、内田恭子、永井美奈子、大神いずみ、魚住りえ |      |

## ネット局

### プラチナイト時代
| 放送対象地域   | 放送局                    | 系列                                         | 放送日時                         | ネット状況 | 備考                |
| -------------- | ------------------------- | -------------------------------------------- | -------------------------------- | ---------- | ------------------- |
| 関東広域圏     | 日本テレビ（NTV）         | 日本テレビ系列                               | 火曜日 23:59 - 翌0:54            | 制作局     |                     |
| 北海道         | 札幌テレビ（STV）         | 日本テレビ系列                               | 火曜日 23:59 - 翌0:54            | 同時ネット |                     |
| 青森県         | 青森放送（RAB）           | 日本テレビ系列                               | 火曜日 23:59 - 翌0:54            | 同時ネット |                     |
| 岩手県         | テレビ岩手（TVI）         | 日本テレビ系列                               | 火曜日 23:59 - 翌0:54            | 同時ネット |                     |
| 宮城県         | ミヤギテレビ（MMT）       | 日本テレビ系列                               | 火曜日 23:59 - 翌0:54            | 同時ネット |                     |
| 秋田県         | 秋田放送（ABS）           | 日本テレビ系列                               | 火曜日 23:59 - 翌0:54            | 同時ネット |                     |
| 山形県         | 山形放送（YBC）           | 日本テレビ系列                               | 火曜日 23:59 - 翌0:54            | 同時ネット |                     |
| 福島県         | 福島中央テレビ（FCT）     | 日本テレビ系列                               | 火曜日 23:59 - 翌0:54            | 同時ネット |                     |
| 山梨県         | 山梨放送（YBS）           | 日本テレビ系列                               | 火曜日 23:59 - 翌0:54            | 同時ネット |                     |
| 新潟県         | テレビ新潟（TeNY）        | 日本テレビ系列                               | 火曜日 23:59 - 翌0:54            | 同時ネット |                     |
| 長野県         | テレビ信州（TSB）         | 日本テレビ系列                               | 火曜日 23:59 - 翌0:54            | 同時ネット |                     |
| 静岡県         | 静岡第一テレビ（SDT）     | 日本テレビ系列                               | 火曜日 23:59 - 翌0:54            | 同時ネット |                     |
| 富山県         | 北日本放送（KNB）         | 日本テレビ系列                               | 火曜日 23:59 - 翌0:54            | 同時ネット |                     |
| 石川県         | テレビ金沢（KTK）         | 日本テレビ系列                               | 火曜日 23:59 - 翌0:54            | 同時ネット |                     |
| 福井県         | 福井放送（FBC）           | 日本テレビ系列                               | 火曜日 23:59 - 翌0:54            | 同時ネット |                     |
| 近畿広域圏     | 読売テレビ（ytv）         | 日本テレビ系列                               | 火曜日 23:59 - 翌0:54            | 同時ネット | [ 注 90 ]           |
| 鳥取県・島根県 | 日本海テレビ（NKT）       | 日本テレビ系列                               | 火曜日 23:59 - 翌0:54            | 同時ネット |                     |
| 広島県         | 広島テレビ（HTV）         | 日本テレビ系列                               | 火曜日 23:59 - 翌0:54            | 同時ネット |                     |
| 山口県         | 山口放送（KRY）           | 日本テレビ系列                               | 火曜日 23:59 - 翌0:54            | 同時ネット |                     |
| 徳島県         | 四国放送（JRT）           | 日本テレビ系列                               | 火曜日 23:59 - 翌0:54            | 同時ネット |                     |
| 香川県・岡山県 | 西日本放送（RNC）         | 日本テレビ系列                               | 火曜日 23:59 - 翌0:54            | 同時ネット |                     |
| 愛媛県         | 南海放送（RNB）           | 日本テレビ系列                               | 火曜日 23:59 - 翌0:54            | 同時ネット |                     |
| 高知県         | 高知放送（RKC）           | 日本テレビ系列                               | 火曜日 23:59 - 翌0:54            | 同時ネット |                     |
| 福岡県         | 福岡放送（FBS）           | 日本テレビ系列                               | 火曜日 23:59 - 翌0:54            | 同時ネット |                     |
| 長崎県         | 長崎国際テレビ（NIB）     | 日本テレビ系列                               | 火曜日 23:59 - 翌0:54            | 同時ネット |                     |
| 熊本県         | くまもと県民テレビ（KKT） | 日本テレビ系列                               | 火曜日 23:59 - 翌0:54            | 同時ネット |                     |
| 大分県         | テレビ大分（TOS）         | 日本テレビ系列 フジテレビ系列                | 火曜日 23:59 - 翌0:54            | 同時ネット | [ 注 91 ]           |
| 宮崎県         | テレビ宮崎（UMK）         | フジテレビ系列 日本テレビ系列 テレビ朝日系列 | 火曜日 23:59 - 翌0:54            | 同時ネット | [ 注 91 ] [ 注 92 ] |
| 鹿児島県       | 鹿児島読売テレビ（KYT）   | 日本テレビ系列                               | 火曜日 23:59 - 翌0:54            | 同時ネット |                     |
| 中京広域圏     | 中京テレビ（CTV）         | 日本テレビ系列                               | 水曜日 1:04 - 1:59（火曜日深夜） | 65分遅れ   | [ 注 93 ]           |
| 沖縄県         | 琉球放送（RBC）           | TBS系列                                      | 火曜日 23:58 - 翌0:58            | 遅れネット |                     |

### 水曜21時時代
| 放送対象地域   | 放送局                    | 系列                          | 放送日時             | ネット状況 |
| -------------- | ------------------------- | ----------------------------- | -------------------- | ---------- |
| 関東広域圏     | 日本テレビ（NTV）         | 日本テレビ系列                | 水曜日 21:00 - 21:54 | 制作局     |
| 北海道         | 札幌テレビ（STV）         | 日本テレビ系列                | 水曜日 21:00 - 21:54 | 同時ネット |
| 青森県         | 青森放送（RAB）           | 日本テレビ系列                | 水曜日 21:00 - 21:54 | 同時ネット |
| 岩手県         | テレビ岩手（TVI）         | 日本テレビ系列                | 水曜日 21:00 - 21:54 | 同時ネット |
| 宮城県         | ミヤギテレビ（MMT）       | 日本テレビ系列                | 水曜日 21:00 - 21:54 | 同時ネット |
| 秋田県         | 秋田放送（ABS）           | 日本テレビ系列                | 水曜日 21:00 - 21:54 | 同時ネット |
| 山形県         | 山形放送（YBC）           | 日本テレビ系列                | 水曜日 21:00 - 21:54 | 同時ネット |
| 福島県         | 福島中央テレビ（FCT）     | 日本テレビ系列                | 水曜日 21:00 - 21:54 | 同時ネット |
| 山梨県         | 山梨放送（YBS）           | 日本テレビ系列                | 水曜日 21:00 - 21:54 | 同時ネット |
| 新潟県         | テレビ新潟（TeNY）        | 日本テレビ系列                | 水曜日 21:00 - 21:54 | 同時ネット |
| 長野県         | テレビ信州（TSB）         | 日本テレビ系列                | 水曜日 21:00 - 21:54 | 同時ネット |
| 静岡県         | 静岡第一テレビ（SDT）     | 日本テレビ系列                | 水曜日 21:00 - 21:54 | 同時ネット |
| 富山県         | 北日本放送（KNB）         | 日本テレビ系列                | 水曜日 21:00 - 21:54 | 同時ネット |
| 石川県         | テレビ金沢（KTK）         | 日本テレビ系列                | 水曜日 21:00 - 21:54 | 同時ネット |
| 福井県         | 福井放送（FBC）           | 日本テレビ系列                | 水曜日 21:00 - 21:54 | 同時ネット |
| 中京広域圏     | 中京テレビ（CTV）         | 日本テレビ系列                | 水曜日 21:00 - 21:54 | 同時ネット |
| 近畿広域圏     | 読売テレビ（ytv）         | 日本テレビ系列                | 水曜日 21:00 - 21:54 | 同時ネット |
| 鳥取県・島根県 | 日本海テレビ（NKT）       | 日本テレビ系列                | 水曜日 21:00 - 21:54 | 同時ネット |
| 広島県         | 広島テレビ（HTV）         | 日本テレビ系列                | 水曜日 21:00 - 21:54 | 同時ネット |
| 山口県         | 山口放送（KRY）           | 日本テレビ系列                | 水曜日 21:00 - 21:54 | 同時ネット |
| 徳島県         | 四国放送（JRT）           | 日本テレビ系列                | 水曜日 21:00 - 21:54 | 同時ネット |
| 香川県・岡山県 | 西日本放送（RNC）         | 日本テレビ系列                | 水曜日 21:00 - 21:54 | 同時ネット |
| 愛媛県         | 南海放送（RNB）           | 日本テレビ系列                | 水曜日 21:00 - 21:54 | 同時ネット |
| 高知県         | 高知放送（RKC）           | 日本テレビ系列                | 水曜日 21:00 - 21:54 | 同時ネット |
| 福岡県         | 福岡放送（FBS）           | 日本テレビ系列                | 水曜日 21:00 - 21:54 | 同時ネット |
| 長崎県         | 長崎国際テレビ（NIB）     | 日本テレビ系列                | 水曜日 21:00 - 21:54 | 同時ネット |
| 熊本県         | くまもと県民テレビ（KKT） | 日本テレビ系列                | 水曜日 21:00 - 21:54 | 同時ネット |
| 大分県         | テレビ大分（TOS）         | 日本テレビ系列 フジテレビ系列 | 水曜日 21:00 - 21:54 | 同時ネット |
| 鹿児島県       | 鹿児島読売テレビ（KYT）   | 日本テレビ系列                | 水曜日 21:00 - 21:54 | 同時ネット |
| 沖縄県         | 琉球放送（RBC）           | TBS系列                       | 水曜日 14:50 - 15:49 | 遅れネット |

### ネット配信
| 配信元 | 更新日時          | 備考                 |
| ------ | ----------------- | -------------------- |
| TVer   | 水曜日 21:54 更新 | 最新話限定で無料配信 |
| GYAO!  | 水曜日 22:00 更新 | 最新話限定で無料配信 |
| hulu   | 更新時間不明      | 有料会員は全話見放題 |

## スタッフ
※=ゴールデン進出時から加入
- ナレーター[注 94]：津野まさい
- 構成：桝本壮志、桜井慎一、石原健次、成瀬正人、一場麻美※、林田晋一※
- TM：小椋敏宏
- SW：日向野崇
- CAM：渡邊晃、浦上真里奈【週替り】
- MlX：樋口晋作、山口直樹【週替り】
- VE：天内理絵、鬼頭知佐、笈川太、北岡大輔、飯島友美、向山江梨佳【週替り】
- 照明：加藤恵介、小川勉、小笠原雅登【週替り】
- 音効：高取謙（ブルービート）
- TK：山際慎子
- EED：増田功紀（ヌーベルアージュ、以前は編集）、泉舘雄介（ヌーベルアージュ）、新井亮太、小林息吹【週替り】
- MA：関川一貴（ヌーベルアージュ）
- CG：キャニットG
- 美術：滋田由布子
- デザイン：浅田一花、米津成美（共に途中から）
- 協力：NiTRo、ヌーベルバーグ、日テレアート、ミジェット
- リサーチ：大森智仁（リベラス）、野村直子（ビスポ）、明田有紀子（パンドラ）
- デスク：西端薫
- 制作進行：小松正樹、関友香理、篠田雅美（関・篠田→※）
- ディレクター：滝田朝子・細川祐子（創輝）、糸賀綾香・右京美穂・石橋風吾・長田雄磨・松尾郁弥・山越由貴（AXON、糸賀→以前はAD→一時離脱►復帰）、山嶋将義（以前はディレクター→演出）、北村要、春山正宏・田中克弥・木下誠（モスキート）、中西正太（シオプロ）、黒川勝功、萩原博喜（黒川・滝田→以前はAD）、有働可奈子、錦織信彦、伊差川竜也、川口夏季、峯田希生（峯田→一時離脱►復帰）、関口正樹/佐藤圭、水野可奈子、玉野雄基、原みさき、八木淳志、中川千都、井澤佳香、伊藤泰助、橋本淳平、髙橋理紗子、飯田颯、中島真紀、黒田千遥、石井紀香、三浦広大、伊藤元太、大江悠司、白石純花、増田唯、髙橋知也、成清彩、西出凌太朗（佐藤以降・橋本・黒田・伊藤元・西出以外→2021年9月までAD）【週替り】
- 演出：渡辺邦宏
- 総合演出：上利竜太（2019年12月18日 -、2019年11月20日までは演出）
- プロデューサー：川口信洋（2020年10月14日 - 、以前はディレクター）【毎週】、小島俊一・千光士希和（創輝）、黒岩敏一（エムファーム）、鈴木貴也（LOGIC）、山田美穂・鈴木和昭・山口正博・本井雅美（AXON）、影山幸子・海老名和香（モスキート）、八木田祐子、熊田靖士（LUCAS）、佐藤三羽一（海老名・千光士・本井・山田→以前はAP、鈴木→以前はディレクター）/岡田実樹、斉藤陽子、加藤彩華、市川義信、橋本直美、北村桃子、大須賀美紀（岡田以降・加藤・大須賀以外→2021年9月までAP）【週替り】
- チーフプロデューサー：原司（2021年6月2日 - 、2016年12月6日 - 2019年5月29日まではプロデューサー、2019年6月5日 - 2021年5月26日までは統轄プロデューサー）
- 制作協力：創輝、モスキート、AXON【毎週】、クリーク・アンド・リバー社（クリーク→2020年1月1日 - ）【不定期】
- 製作著作：日テレ

### 過去のスタッフ
- ナレーター：佐藤義朗（出演当時は日テレアナウンサー）
- 構成：藤谷弥生、嶋矢櫻※
- TM：江村多加司、新名大作
- SW：村松明
- CAM：榎本丈之、渡辺滋雄、村上和正、中村佳央、今井健太、横田将宏
- AUD→MIX：照屋哲、山崎和敏、天野智帆、三崎美貴、川平貴之、宮崎要裕、斉藤宏司
- VE：古手川大、石山実、吉崎慶、竹内萌江、神宮みほ、塩原和益
- 照明：藤山真緒、下平好実、粂野高央
- ボードデザイン：野中郁美
- 美術：高津光一郎
- 音効：岡田淳一
- 編集→EED：中西雅照、加納敏行（イカロス）、小山雄一郎・江川武尊・泉川雄介（ヌーベルアージュ）
- MA：林敬太郎、飯塚雄一、島崎敏晴（イカロス）、松川智実（ザ・カラーズ）、森祥一、安河内隆文・船木拓也（ヌーベルアージュ）
- デザイン：平岡真穂
- 協力：チャイハネ CHAY HANE、ピクスタ
- ロケ技術：ムーンクラフト
- 編成：吉無田剛、渡瀬慶吾、鈴木淳一、久保真一郎、長田宙（長田→※）
- 広報：友定紘子、永井晶子、小名木萌子（小名木→一時離脱►復帰）、斉藤由美
- 営業（※）：渡辺卓郎（ゴールデン第1回のみ）
- HP：清水大輔
- デスク：田村麻衣、当田駒子（当田→※）
- リサーチ：村田恭子（ビスポ、第1回のみデスクと表記）、風間美香、羽田正樹（ライダーズ・オフィス）
- AD：綾部健二、城後加奈江、増田剛、山口大輔、関直輝、今野舞紀、白木昌平、山本森坤、川合修平、澤田葵、小林華絵、北村桃子、浅野慶太、田中麻未、内田梓紗、松尾龍平、神部美月、藤戸星妃、山下大樹、青木唯香、江川彩夏、加賀谷俊介、丸山晴香、松本美咲、高橋葉子、高橋和己、土子泰徳、高橋正人、樋上雄大、清藤舞、菊池亮平、高橋由佳、近藤仁計、藤田彗良、堀真奈美、賀数駿吾、鈴木健太郎、峯村翼、髙林史奈、竹中修、小林美玖、柳田翼、阿比留ほのほ、石川和夏、佐藤史織、山口舞華、松本美咲、藤澤陸、阿部一樹、山本理加、今泉拓、山本彩加、南寧々奈、保谷崇仁、大西千香、岡森可南子
- AP：近藤照代、荒木沙耶香、安原繭子、笠間有美（笠間→以前はAD）、金ビンナ、稲葉芳士、青木唯香、矢方美奈子、久保田博哉、関谷なつみ（関谷→以前はAD）、松川裕範、大塚明、髙橋桃花、岩間有香
- ディレクター：千頭浩隆、渡邉正人、武田喜栄、井上伸正、川本賢一郎、松田由紀子、西村啓志、石川亮介、塚本拓幸、加藤一真、鹿田真生、八島崇行、小口馨、井上尚也、石森一彰、田村裕行、須原淳一郎、今野恒、大野佳理、青柳剛、星野克己、山田大樹、吉田翔、武石一也、二神新、小野日出紀、鈴木潤一郎、梅津聡真、上村雄一、櫛田健太郎、福井翔一郎、長岡新、沖浦雅俊、牧野郁人、陣崎行夫（陣崎→一時離脱►復帰）、塚田直之、坂上祐生、宮崎浩一、久木野大、伊藤航、前川コーファン、齊藤篤史、川島啓史、籾山裕太、水谷和一、新井万季、市川隆、瀬津巧、佐藤初好、小嶋智仁、國府田亨（以前はAD）、長谷部雄人、南部剣志、川口夏季、内田雅行、山本健太（AXON）
- 演出：熊谷航太郎
- プロデューサー：藤崎一成、小林拓弘（小林→2017年6月6日 - 9月13日）、合田伊知郎（合田→2017年12月20日 - 2018年5月23日）、藤澤季世子（2018年6月13日 -2020年9月23日）、錦信次、田辺わたる、武石政人、吉江智宏（武石・吉江→以前はディレクター）、上野尚偉、高橋保之、高島良子、平井秀和、原田浩司、米川昭吾、髙橋保乃、島田勇夫、小俣猛（小俣→以前はディレクター►プロデューサー►一時離脱►再びディレクター、※、以前は毎週P）、宇和川隆、吉田一浩
- 統括プロデューサー：高谷和男（以前はプロデューサー）、南波昌人（2016年12月6日 - 2019年5月29日、以前はプロデューサー）
- チーフプロデューサー：藤井淳、加藤幸二郎、伊東修、東井文太（東井→2019年6月5日 - 2021年5月26日）
- 制作協力：Boom up、IVSテレビ制作

## テーマ曲

### エンディング
※全て深夜時代。
2012年
- 7月：なし
- 8月：青木隆治「どんなときも」
- 9月：Plastic Tree「シオン」
- 10月：SCREW「XANADU」
- 11月・12月：Face「扉」

2013年
- 1月：Tiara「アンブレラ」
- 2月・3月：PASSPO☆「サクラ小町」
- 4月：Silent Siren「→」
- 5月：風男塾「下を向いて帰ろう」
- 6月：ダウト「恋アバき、雨ザラし」
- 7月：CNBLUE「Lady」
- 8月：ν[NEU]「starting over」
- 9月：ALI PROJECT「黒百合隠密カゲキダン」
- 10月：崎谷健次郎「五線譜のメッセージ」
- 11月：MIHIRO 〜マイロ〜「君がいれば feat. Ms.OOJA」
- 12月：山崎あおい「恋の予感」

2014年
- 1月：LinQ「カラフルデイズ」
- 2月：小桃音まい「ダンシン☆ハイスクール」
- 3月：PENICILLIN「少年の翼」
- 4月・5月：ダウト「ざんげの花道」
- 6月：SHU-I「こんなに君を好きなのにどうして?」
- 7月：Doll☆Elements「君のネガイ叶えたい!」
- 8月：ひめキュンフルーツ缶「パラダイム」
- 9月・10月：Lead「想い出ブレイカー」
- 11月：平井堅「ソレデモシタイ」
- 12月：SUPER JUNIOR「MAMACITA-AYAYA-」

2015年
- 1月：松岡卓弥「EMERGENCY」
- 2月・3月：Lead「My One」
- 4月：La PomPon「HOT GIRLS」
- 5月：乙女新党「キミとピーカン☆NATSU宣言っ!!!」
- 6月：防弾少年団「FOR YOU」
- 7月：フェアリーズ「相思相愛☆destination」
- 8月：SUPER JUNIOR-K.R.Y.「JOIN HANDS」
- 9月：ひめキュンフルーツ缶「覚醒ミライ」
- 10月：CLEAR'S「答えしか知らないツライ」
- 11月：PENICILLIN「Stranger」
- 12月：BoA「Lookbook」

2016年
- 2月：加治ひとみ「ルール違反」
- 3月：SuG「桜雨」
- 4月：三浦大知「Cry & Fight」
- 5月：SUPER JUNIOR-KYUHYUN「Celebration〜君に架ける橋〜」
- 6月：E-girls「STRAWBERRY サディスティック」
- 7月：Lead「Zoom Up」
- 8月：KIRINJI「The Great Journey feat. RHYMESTER」
- 9月：Doll☆Elements「エクレア〜love is like a sweets〜」
- 10月：X4「Little Longer」
- 11月：SuG「KILL KILL」
- 12月：BTOB「Christmas Time 〜君だけを〜」

2017年
- 1月：WEBER「オオカミの涙」
- 2月：Lead「トーキョーフィーバー」
- 3月：BiSH「プロミスザスター」